# Seznam astronomskih vsebin
Seznam astronomskih vsebin poskuša podati vse članke, ki se v Wikipediji  nanašajo na astronomijo, astrofiziko in kozmologijo in prvenstveno služi za nadzorovanje sprememb. Naslovi člankov so izpisani z malo začetnico tam, kjer je potrebno, drugače pa z veliko. Kakorkoli že, programje Wikipedije vse članke samodejno zapiše z veliko začetnico. Na tem seznamu so mnoge sopomenke, a je to namenoma, da jih bralci najdejo, zato jih, prosimo, ne odstranjujte.

## 0-9
1 Cerera – 
2 Palas –
3C9 –
3C48 –
3C191 –
3C273 –
3D/Biela – 
3 Juno –
4 Vesta –
5 Astreja –
6 Heba – 
7 Iris –
8 Flora –
9 Metis –
10 Bika –
10 Higeja – 
11 Malega leva –
11 Partenopa – 
12 Viktorija – 
13 Egerija – 
14 Irena – 
15 Evnomija – 
16 Psiha – 
17 Tetija – 
18 Melpomena – 
18 Škorpijona –
19 Fortuna –
20 Malega leva –
20 Masalija – 
21 Lutecija – 
22 Kaliopa – 
23 Talija – 
24 Temida – 
25 Fokeja – 
26 Proserpina –
27 Evterpa – 
28 Belona – 
29 Amfitrita – 
30 Uranija – 
31 Evfrozina – 
31 Laboda –
32 Pomona –
33 Polihimnija – 
34 Kirka – 
35 Levkoteja – 
36 Atalanta – 
37 Dvojčkov –
37 Fides –
38 Eridana – 
38 Leda –
39 Leticija – 
40 Eridana – 
40 Harmonija – 
41 Dafna – 
41 Laboda –
42 Isis –
43 Ariadna – 
44 Nisa – 
45 Evgenija – 
46 Hestija – 
47 Aglaja –
47 Velikega medveda –
48 Doris –
49 Pales –
50 Virginija – 
51 Andromede –
51 Nemausa –
51 Pegaza –
52 Evropa – 
53 Kalipso – 
54 Aleksandra – 
54 Rib –
55 Pandora –
55 Raka –
56 Meleta – 
57 Mnemosina – 
58 Konkordija – 
59 Elpis –
60 Eho – 
61 Danaa – 
61 Laboda –
62 Erato –
63 Avsonija – 
64 Angelina –
65 Sibela – 
66 Maja –
67 Azija – 
68 Leto –
69 Hesperija – 
70 Device –
70 Panopeja – 
71 Nioba – 
72 Feronija – 
73 Klitija – 
74 Galateja – 
75 Evridika – 
76 Freja – 
77 Friga – 
78 Diana –
79 Evrinoma – 
80 Sapfo – 
81 Terpsihora – 
82 Alkmena – 
83 Beatriče – 
84 Klio –
85 Io –
86 Semela – 
87 Silvija – 
88 Tisba – 
89 Julija – 
90 Antiopa – 
91 Egina – 
92 Undina –
93 Minerva –
94 Aurora –
94 Vodnarja –
95 Aretusa – 
96 Egla – 
97 Kloto – 
98 Ianta – 
99 Dika – 
100 Hekata – 
101 Helena –
102 Mirjam – 
103 Hera –
104 Klimena – 
105 Artemida – 
106 Diona – 
107 Kamila – 
107P/Wilson-Harrington – 
108 Hekuba – 
109 Felicita – 
109 Rib –
110 Lidija – 
111 Ata – 
111P/Helin-Roman-Crockett –
112 Ifigenija – 
113 Amalteja – 
114 Kasandra – 
115 Tira – 
116 Sirona –
117 Lomija – 
117P/Helin-Roman-Alu –
118 Peita – 
119 Alteja – 
120 Lahezis – 
121 Hermiona – 
122 Gerda –
123 Brunhilda – 
124 Alkesta – 
125 Liberatriks – 
126 Veleda – 
127 Johana – 
128 Nemeza – 
129 Antigona – 
130 Elektra –
131 Vala –
132 Etra – 
132P/Helin-Roman-Alu –
133 Kirena – 
134 Sofrosina – 
135 Herta – 
136 Avstrija – 
137 Meliboeja – 
138 Tolosa –
139 Jueva – 
140 Živa – 
141 Lumen –
142 Polana –
143 Adrija – 
144 Vibilija – 
145 Adeona –
146 Lucina –
147 Protogeneja – 
148 Galija – 
149 Meduza – 
150 Nuva – 
151 Abundancija – 
152 Atala –
153 Hilda –
154 Berta – 
155 Scila – 
156 Ksantipa – 
157 Dejanira –
158 Koronis –
159 Emilija – 
160 Una –
161 Ator – 
162 Laurencija – 
163 Erigona – 
164 Eva –
165 Lorelaj – 
166 Rodopa – 
167 Urda –
168 Sibila – 
169 Zelija – 
170 Marija – 
171 Ofelija – 
172 Baucis –
173 Ino –
174 Fedra – 
175 Andromaha – 
176 Iduna –
177 Irma –
178 Belisana –
179 Klitemnestra – 
180 Garumna –
181 Euharis – 
182 Elza – 
183 Istrija – 
184 Dejopeja –
185 Eunika – 
186 Celuta –
187 Lamberta –
188 Menipa – 
189 Ftija – 
190 Ismena – 
191 Kolga –
192 Nausikaja – 
193 Ambrozija – 
194 Prokna – 
195 Evrikleja – 
196 Filomela – 
197 Areta – 
198 Ampela – 
199 Biblis – 
200 Dinamena – 
201 Penelopa – 
202 Krizeja – 
203 Pompeja –
204 Kalisto – 
205 Marta – 
206 Hersilija – 
207 Heda – 
208 Lakrimoza – 
209 Dido –
210 Izabela – 
211 Izolda – 
212 Medeja – 
213 Lileja – 
214 Ašera – 
215 Enona – 
216 Kleopatra –
217 Evdora – 
218 Bianca –
219 Tusnelda – 
220 Štefanija – 
221 Eos –
222 Lucija – 
223 Roza – 
224 Oceana –
225 Henrieta – 
226 Weringija – 
227 Filozofija – 
228 Agata – 
229 Adelinda –
230 Atamanta – 
231 Vindobona –
232 Rusija – 
233 Asteropa – 
234 Barbara –
235 Karolina – 
236 Honorija – 
237 Celestina – 
238 Hipatija – 
239 Adrasteja – 
240 Vanadis –
241 Germanija – 
242 Kriemhilda – 
243 Ida –
244 Sita –
245 Vera –
246 Asporina –
247 Evkrata – 
248 Lameja – 
249 Ilza – 
250 Betina – 
251 Zofija – 
252 Klementina – 
253 Matilda – 
254 Avgusta – 
255 Opavija – 
256 Valburga – 
257 Šlezija – 
258 Tiha – 
259 Aleteja – 
260 Huberta –
261 Primno – 
262 Valda –
263 Dresda –
264 Libusa – 
265 Ana – 
266 Alina – 
267 Tirza –
268 Adoreja – 
269 Justicija – 
270 Anahita –
271 Pentesileja – 
272 Antonija – 
273 Atropa – 
274 Filagorija – 
275 Sapiencija – 
276 Adelheid –
277 Elvira –
278 Paulina –
279 Tule – 
280 Filija – 
281 Lukrecija – 
282 Klorinda – 
283 Ema – 
284 Amalija – 
285 Regina –
286 Ikleja – 
287 Neftis – 
288 Glavka – 
289 Neneta – 
290 Bruna –
291 Alica – 
292 Ludovika – 
293 Brazilija – 
294 Felicija – 
295 Terezija – 
296 Fetuza – 
297 Cecilija – 
298 Baptistina –
299 Tora – 
300 Geraldina –
301 Bavarija – 
302 Klarisa – 
303 Jozefina – 
304 Olga –
305 Gordonija – 
306 Unitas –
307 Nika – 
308 Poliksa – 
309 Fraternitas –
310 Margarita –
311 Klavdija – 
312 Pierretta –
313 Kaldeja – 
315 Konstancija – 
320 Katarina – 
321 Florentina –
323 Brucija –
324 Bamberga –
326 Tamara –
334 Chicago –
335 Roberta –
336 Lacadiera –
337 Devosa –
338 Budrosa –
339 Doroteja – 
340 Edvarda – 
341 Kalifornija – 
342 Endimion – 
343 Ostara –
344 Desiderata –
345 Tercidina –
346 Hermentarija – 
347 Pariana –
348 May –
349 Dembowska –
350 Ornamenta –
351 Irsa – 
352 Gisela –
353 Ruperto-Carola –
354 Eleonora –
355 Gabrijela – 
356 Ligurija – 
357 Ninina –
358 Apolonija – 
359 Georgija – 
360 Karlova – 
361 Bononija – 
362 Havnija – 
363 Padova – 
364 Isara –
365 Corduba –
366 Vincentina –
367 Amicitia –
368 Haidea –
369 Aerija – 
370 Modestija – 
371 Bohemija – 
379 Huena – 
402 Kloeja – 
410 Klorida –
417 Suevija – 
418 Alemanija – 
419 Avrelija – 
420 Bertolda – 
421 Zahringia – 
433 Eros –
434 Madžarska – 
439 Ohio –
440 Theodora –
441 Batilda  – 
442 Eichsfeldia –
443 Fotografika – 
444 Giptis – 
445 Edna –
446 Eternitas – 
447 Valentine –
448 Natalie –
449 Hamburga –
450 Brigitta –
489 Komacina – 
490 Veritas –
491 Carina –
511 Davida –
531 Zerlina –
532 Herkulina – 
533 Sara –
548 Kresida –
558 Karmen –
568 Čeruskija – 
569 Misa –
570 Kitera – 
571 Dulčineja – 
572 Rebeka – 
577 Rea –
588 Ahil – 
593 Titanija –
617 Patroklej – 
624 Hektor –
654 Zelinda –
659 Nestor –
666 Desdemona –
668 Dora –
697 Galilea –
704 Interamnija – 
742 Edisona –
749 Malzovija –
762 Pulkova – 
768 Struveana –
784 Pickeringija –
793 Arizona –
808 Merksija –
812 Adela –
812 Ara –
818 Kapteynija – 
819 Barnardiana –
827 Wolfiana –
832 Karin –
845 Naëma –
850 Altona –
851 Zeissija –
852 Wladilena –
853 Nansenija –
854 Frostija –
855 Newcombija –
856 Backlunda –
857 Glasenappija –
878 Mildred –
884 Priam – 
885 Ulrika –
887 Alinda –
900 Rozalinda –
911 Agamemnon –
930 Vestfalija – 
934 Turingija – 
944 Hidalgo –
951 Gaspra –
966 Muschi –
967 Helionape –
969 Leocadija –
978 Aidamina –
981 Martina –
982 Franklina –
983 Gunila –
985 Rosina –
990 Yerkes –
991 McDonalda –
995 Sternberga –
997 Priska –
998 Bodea –
999 Zachia –
1000 Piazzia –
1001 Gaussija –
1002 Olbersija –
1004 Belopolskja –
1005 Arago –
1006 Lagrangea –
1007 Pavlovija –
1021 Flammario –
1022 Olimpiada –
1024 Hale –
1028 Lidina –
1030 Vitja –
1031 Arktika –
1034 Mozartija –
1036 Ganimed –
1059 Mussorgskija –
1062 Ljuba –
1065 Amundsenija –
1071 Brita –
1074 Beljavskija –
1084 Tamariva –
1086 Nata –
1094 Sibirija –
1102 Pepito –
1103 Sekvoja – 
1111 Reinmuthija – 
1313 Berna –
1118 Hanskija –
1123 Shapleya –
1127 Mimi –
1128 Astrid –
1129 Neujmina –
1143 Odisej – 
1153 Wallenbergija –
1162 Larisa –
1171 Rusthawelija –
1172 Enej – 
1173 Anhis – 
1176 Lucidor –
1177 Gonnessia –
1178 Irmela –
1220 Krokus –
1221 Amor –
1224 Fantazija –
1127 Mimi –
1208 Troilos – 
1239 Quetelet –
1241 Dysona –
1252 Celestia –
1262 Sniadeckija –
1263 Varšavija –
1272 Gefion –
1280 Baillauda –
1281 Jeanne –
1283 Komsomolija –
1285 Julija –
1286 Banachiewicza –
1287 Lorcija –
1313 Berna –
1314 Paula –
1315 Bronislava –
1322 Kopernik –
1330 Spiridonija –
1348 Michel –
1352 Wawel –
1361 Leuschnerija –
1373 Cincinnati –
1404 Ajaks – 
1433 Geramtina –
1437 Diomed – 
1448 Lindbladia –
1501 Baade –
1504 Lappeenranta –
1507 Vaasa –
1508 Kemi –
1509 Esclangona –
1510 Charlois –
1515 Perrotin –
1516 Henry –
1520 Imatra –
1522 Kokkola –
1529 Oterma –
1539 Borrelly –
1540 Kevola –
1544 Vinterhansenija –
1545 Thernoe –
1550 Tito –
1551 Argelander –
1552 Bessel –
1554 Jugoslavija – 
1555 Dejan –
1558 Jarnefelt –
1559 Kustaanheimo –
1563 Noel –
1565 Lemaitre –
1566 Ikar – 
1570 Brunonija –
1573 Vaisala –
1576 Fabiola –
1577 Reiss –
1578 Kirkwood –
1579 Herrick –
1583 Antiloh –
1591 Baize –
1592 Mathieu –
1593 Fagnes –
1594 Danjon –
1601 Patry –
1604 Tombaugh –
1605 Milanković – 
1620 Geografos –
1621 Družba –
1625 NORC –
1627 Ivar –
1633 Chimay –
1638 Ruanda –
1639 Bower –
1640 Nemo –
1642 Hill –
1644 Rafita –
1647 Menelaj – 
1650 Heckmann –
1652 Herge –
1655 Comas Solà –
1670 Minnaert –
1679 Nevanlinna –
1680 Per Brahe –
1683 Castafiore –
1686 De Sitter –
1687 Glarona –
1691 Oort –
1693 Hertzsprung –
1695 Walbeck –
1700 Zvezdara –
1701 Okavango –
1702 Kalahari –
1705 Tapio –
1717 Arlon –
1721 Wells –
1723 Klemola –
1724 Vladimir –
1728 Goethe Link –
1743 Schmidt –
1758 Naantali –
1746 Brouwer –
1749 Telamon –
1750 Eckert –
1751 Herget –
1752 van Herk –
1778 Alfvén –
1787 Chiny –
1796 Riga –
1797 Schaumasse –
1798 Watts –
1803 Zwicky –
1809 Prometej –
1810 Epimetej –
1823 Gliese –
1830 Pogson –
1831 Nicholson –
1836 Komarov –
1846 Bengt –
1850 Kohoutek –
1862 Apolon – 
1864 Dedal – 
1874 Kacivelija –
1882 Rauma –
1886 Lowell –
1887 Virton –
1897 Hind –
1899 Crommelin –
1905 Ambarcumjan –
1916 Boreas –
1939 Loretta –
1940 Whipple –
1941 Wild –
1950 Wempe –
1951 Lick –
1952 Hesburgh –
1958 Chandra –
1967 Menzel –
1969 Alain –
1981 Midas –
1984 Fedinski –
1991 Darwin –
1997 Leverrier –
1998 WW31 –
2001 Einstein –
2001 QR322 –
2002 Euler –
2002 N 1 – 
2004 Lexell –
2005 Hencke –
2060 Hiron – 
2061 Anza –
2062 Aton – 
2063 Bakh –
2064 Thomsen –
2069 Hubble –
2084 Okajama –
2099 Öpik –
2100 Ra-Šalom – 
2101 Adonis –
2102 Tantal –
2107 Ilmari –
2109 Dhotel –
2126 Gerasimovič –
2142 Landau –
2145 Blaauw –
2156 Kate –
2159 Kukkamaki –
2195 Tengstrom –
2227 Otto Struve –
2231 Durrell –
2265 Verbaandert –
2268 Szmytowna –
2277 Moreau –
2291 Kevo –
2300 Stebbins –
2332 Kalm –
2383 Bradley –
2340 Hator – 
2378 Pannekoek –
2452 Lyot –
2455 Somville –
2501 Lohja –
2513 Baetsle –
2538 Vanderlinden –
2635 Huggins –
2640 Hallstrom –
2242 Vesale –
2666 Gramme –
2689 Bruselj –
2703 Rodari –
2717 Tellervo –
2751 Campbell –
2758 Kordelija –
2761 Eddington –
2769 Mendelejev –
2774 Tenojoki –
2801 Huygens –
2803 Vilho –
2804 Yrjo –
2805 Kalle –
2809 Vernadski –
2827 Vellamo –
2828 Iku-Turso –
2840 Kallavesi –
2841 Puijo –
2842 Unsöld –
2846 Ylppo –
2857 NOT –
2865 Laurel –
2866 Hardy –
2912 Lapalma –
2937 Gibbs –
2946 Muchachos –
2973 Paola –
2988 Korhonen –
3000 Leonardo –
3087 Beatrice Tinsley –
3095 Omar Hajam –
3103 Eger –
3113 Čizevski – 
3115 Baily –
3116 Goodricke –
3132 Landgraf –
3134 Kostinski – 
3135 Lauer –
3142 Kilopi –
3146 Dato –
3150 Tosa –
3151 Talbot –
3152 Jones –
3153 Lincoln –
3154 Grant –
3155 Lee –
3156 Ellington –
3157 Novikov –
3158 Anga –
3159 Profofjev – 
3160 Angerhofer –
3161 Beadell –
3162 Nostalgia –
3163 Randi –
3167 Babcock –
3174 Alcock –
3180 Morgan –
3200 Faeton – 
3216 Harrington –
3228 Pire –
3240 Laokoon – 
3267 Glo –
3277 Aaronson –
3282 Spencer Jones –
3299 Hall –
3346 Gerla –
3352 McAuliffe –
3362 Kufu –
3363 Bowen –
3381 Mikkola –
3416 Dorrit –
3419 Guth –
3428 Roberts –
3449 Abell –
3487 Edgeworth –
3497 Innanen –
3597 Kakkuri –
3691 Bede –
3722 Urata –
3749 Balam –
3753 Kruitne – 
3755 Lecointe –
3811 Karma –
3832 Shapiro –
3847 Šindel – 
3892 Dezso –
3920 Aubignan –
3930 Vasiljev – 
3949 Mach –
3969 Rossi –
3999 Aristarh –
4001 Ptolemej – 
4014 Heizman –
4015 Wilson-Harrington – 
4016 Sambre –
4031 Mueller –
4133 Heureka –
4163 Saaremaa –
4179 Toutatis –
4227 Kaali –
4279 De Gasparis –
4387 Tanaka –
4450 Pan –
4463 Marschwarzschild –
4509 Gorbatski –
4581 Asklepij – 
4587 Rees –
4660 Nerej – 
4769 Kastalija – 
4957 Brucemurray –
5011 Pta – 
5035 Swift –
5224 Abbe –
5231 Verne –
5261 Eureka –
5490 Burbidge –
5535 Annefrank –
5653 Camarillo –
5656 Oldfield –
5697 Arrhenius –
5726 Rubin –
5837 Hedin –
6107 Osterbrock –
6233 Kimura –
6456 Golombek –
6489 Golevka –
6523 Clube –
6779 Perrine –
6886 Grote –
7000 Curie –
7336 Saunders –
7359 Messier –
7364 Otonkučera –
(7448) 1948 AA –
8013 Gordonmoore –
8190 Bouguer –
8208 Volta –
8868 Hjorter –
9135 Lacaille –
9136 Lalande –
9244 Višnjan –
9313 Protea –
9429 Poreč –
9492 Veltman –
9657 Učka –
9674 Slovenija –
9813 Rozgaj –
9814 Ivobenko –
9963 Sandage –
9969 Braille –
9999 Wiles –
10031 Vladarnolda –
10175 Aenona –
10265 Gunnarsson –
10430 Martschmidt –
11169 Alkon –
11438 Zeldovič – 
11753 Geoffburbidge –
11755 Paczynski –
12143 Harwit –
14966 Jurijvega –
15071 Hallerstein –
15949 Retij –
16273 Oneill –
16761 Hertz –
18845 Cichocki –
19618 Maša –
20000 Varuna –
21785 Mechain –
24715 Boltzmann –
26858 Misterrogers –
28978 Iksion –
29227 Wegener –
30566 Stokes –
30852 Debye –
38628 Huja –
50000 Kvaoar – 
58534 Logos –
65489 Keto – 
66667 Kambič –
69230 Hermes –
90377 Sedna –
90482 Ork –

## A
Aaronson, Marc –
Abalakin, Viktor Kuzmič –
Abbe, Cleveland –
Abbot, Charles Greeley –
Abdulmelik Kalid Ben –
Abell, George Ogden –
Abell 1689 –
Abell 2142 –
Abellov katalog –
aberacija –
aberacija (astronomija) – 
Abetti, Antonio –
Abetti, Giorgio –
absolutna magnituda –
absolutni izsev –
absolutni sij –
Abu Mašar –
Abul Vefa –
Acta Astronautica –
Acta Astronomica –
Adams Charles Hitchcock –
Adams, John Couch –
Adams, Walter Sydney –
adaptivna optika – 
Adhab –
Adhafera – 
Adhara –
Adrasteja –
Aeda –
aerolit –
afelij –
Aflah –
Aglaonike –
Agripa –
Ahernar –
Ahird –
Airy, George Biddell –
Airyjev disk –
Aitken, Robert Grant –
Aitna –
Akamar –
Akorej –
Akrab –
akrecijski disk –
Akruks –
aktivna optika –
aktivno galaktično jedro – 
Akubens –
Ain –
Al Dafira –
Al Kalb al Rai –
Al Minliar al Asad –
Al Nair –
Al tarf –
Aladfar –
Alamak –
Alatfar –
Albaldah –
Albali –
Albatani –
albedo – 
Albicki, Vladimir Aleksandrovič –
Albioriks –
Albireo –
Albrecht, Carl Theodor –
Albulan –
Alcock, George Eric Deacon –
Aldebaran –
Alderamin –
Aldhafera – 
Aldhanab –
Aldhibah –
d'ALembert, Jean le Rond –
Alfa Kentavra –
Alfa Kentavra A –
Alfa Kentavra B –
Alfard –
al-Fazari –
Alferac – 
Alfirk –
Alfvén, Hannes Olof Gösta –
Algedi –
Algenib – 
Algieba –
Algol –
Algorab –
Alhena –
Alhiba –
al-Hvarizmi –
Aliot –
Ali Sufi, Abdurahman –
Alkione –
Alkes –
Alkor –
Alkurah –
Almagest –
almakantar – 
almakantara – 
almanah –
almukantar – 
almukantarat – 
Alnijat –
Alnilam –
Alnitak –
Alrai –
Alrakis –
Alreša – 
Alriša – 
Alsafi –
altazimut – 
Aludra –
Amalteja –
Amaltejina skupina –
Ambarcumjan, Viktor Amazaspovič –
Ambschel, Anton –
Ameriško astronomsko društvo –
Ames, Adelaide –
Amorski asteroid –
Anaksimander –
analema –
Ananke –
Anankina skupina –
Anderson, John August –
Andromeda –
Andromeda I –
Andromeda II –
Andromeda III –
Andromeda IV –
Andromeda V –
Andromeda VIII –
Andromeda IX –
Andromeda X –
Andromedina galaksija –
Andronik –
Angel, James Roger Prior –
Ångström, Anders Jonas –
Anderson Mesa –
Anka –
Ankaa –
anomalični mesec – 
anomalija –
anomalistična perioda –
anomalistični mesec – 
anomalistično leto –
anomalno leto – 
anormalni rentgenski pulzar –
Anser –
Antares –
antigalaksija –
Antoniadi, Eugène Michel –
Antoniadi (Lunin krater) –
antropično načelo –
Anunitum –
apastron – 
apeks –
Apian, Peter –
apoapsida –
apoastron –
apogej –
Apohelski asteroid –
apojovij –
Apolonij –
Apolonski asteroid –
apolunij –
apomelasma –
aposelenij – 
apsida –
apsidna črta – 
apsidna precesija – 
apsidna točka –
apsidnica – 
Arago, François Jean Dominique –
Arakis –
Arat –
Arend, Sylvain Julien Victor –
Argelander, Friedrich Wilhelm August –
argument perihelija – 
argument prisončja –
Arha –
Arhimed –
Ariel –
Aristarh –
Aristil –
Aristotel –
Arjunski asteroid –
Arktur –
armilarna sfera –
Arp, Halton Christian –
Arp 107 –
Āryabhata I. Starejši –
Asada, Gorju –
Ashbrook, Joseph –
astenosfera –
Asterion –
asterizem –
asteroid –
asteroid tipa A –
asteroid tipa B –
asteroid tipa C –
asteroid tipa D –
asteroid tipa E –
asteroid tipa F –
asteroid tipa G –
asteroid tipa J –
asteroid tipa K –
asteroid tipa L –
asteroid tipa M –
asteroid tipa O –
asteroid tipa P –
asteroid tipa Q –
asteroid tipa R –
asteroid tipa S –
asteroid tipa T –
asteroid tipa U –
asteroid tipa V –
asteroid tipa X –
asteroidna luna –
asteroidni pas –
astrofil –
astrofizik –
astrofizika –
Astrofizikalni observatorij Asiago –
Astrofizikalni observatorij Krim –
Astrofizikalni observatorij Zelenčukska –
astrofobija –
astrofotografija –
astrofotometrija –
astrogeodezija –
astrograf –
astrografija –
astrokamera –
astrokemija –
astrolab – 
astrolabij – 
astrolatrija –
astrolog –
astrologija –
astromant –
astromantija –
astromantik –
astromantika –
astrometer –
astrometrično dvozvezdje –
astrometrija –
ASTRON –
astronavt –
astronavtika –
astronom –
Astronomical Almanac –
astronomija –
astronomija in astrofizika –
astronomija stare Grčije –
Astronomische Nachrichten –
astronomska aberacija –
astronomska dolžina –
astronomska enota –
Astronomska knjižnica, Ljubljana –
astronomska konstanta –
astronomska navigacija –
astronomska spektroskopija –
astronomska širina –
astronomski daljnogled –
astronomski dan –
astronomski inštrument –
astronomski interferometer –
Astronomski krožek Gimnazije Nova Gorica –
Astronomski krožek Gimnazije Šentvid –
astronomski observatorij – 
Astronomski observatorij Beograd –
Astronomski observatorij Brera –
Astronomski observatorij Cordoba –
Astronomski observatorij Erevan –
Astronomski observatorij Padova –
Astronomski observatorij Šanghaj –
astronomski simbol –
Astronomsko društvo Gostosevci –
Astronomsko društvo Kmica –
Astronomsko društvo Javornik –
Astronomsko društvo Orion –
Astronomsko društvo Polaris –
Astronomsko društvo Ruđer Bošković –
Astronomsko društvo Saturn –
Astronomsko društvo Vega - Ljubljana –
astronomsko telo –
Astronomsko-geofizikalni observatorij Golovec –
Astronomus, Petrus –
Atair –
atiški koledar –
Atlas (luna) –
Atlas (zvezda) –
Atlas pekuliarnih galaksij –
atmosfera –
atmosfera nebesnega telesa –
atmosfera planeta – 
atmosfera zvezde – 
atmosferska refrakcija – 
atomska ura –
Atonski asteroid –
atraktor –
von Auwers, Arthur Georg Friedrich Julius –
Auzot, Adrien –
Avior –
Avtolik –
Avtonoja –
Azha –
Azil –
azimut – 
azimutalna nastavitev daljnogleda –
azimutni krog –
Azmidiske –
azteški koledar –

## B
Baade, Walter –
Babcock, Harold Delos –
Babcock, Horace Welcome –
Backlund, Johan Oskar –
Baez, John Carlos –
Baham –
Bahcall, John Norris –
Banachiewicz, Tadeusz –
Baillaud, Édouard Benjamin –
Bailly, Jean Sylvain –
Baily, Francis –
Bainbridge, John –
Balmer, Johann Jakob –
Banneker, Benjamin –
baricentrični dinamični čas – 
barionsko število –
Barlowova leča –
Barnard, Edward Emerson –
Barnard 2 – 
Barnard 3 – 
Barnard 33 – 
Barnard 59 – 
Barnard 65 – 
Barnard 66 – 
Barnard 67 – 
Barnard 68 –
Barnard 72 – 
Barnard 78 – 
Barnard 142 – 
Barnard 143 – 
Barnard 146 – 
Barnard 147 –
Barnardova zvezda –
barva –
barva zvezde –
barvni indeks –
Baten Kaitos –
Bautz-Morganova klasifikacija –
Bayer, Johann –
Bayerjevo poimenovanje –
Bazeljan, Lazar Lvovič –
Bečvář, Antonín –
Beer, Wilhelm Wolff –
Beid – 
Bekruks –
bela luknja –
bela pritlikavka –
Belatriks –
Belgijski kraljevi observatorij –
Belinda –
Beljavski, Sergej Ivanovič –
Bell Burnell, Suzan Jocelyn –
Belopolski, Aristarh Apolonovič –
Benetnaš –
Benko, Ivo –
Bered –
Berenikini kodri –
Berosus –
Bessel, Friedrich Wilhelm –
Besslova funkcija –
Beta Lovskih psov –
Beta Malega leva –
Betelgeza –
Bethe-Weizsäckerjeva veriga –
Bevis, John –
Bezek –
Bharani –
Bhaskara –
Bianca –
Biancani, Giuseppe –
bibavica –
Bianchini, Francesco –
bibcode –
Biela, Wilhelm von –
Bielov komet – 
Bigourdan, Camille Guillaume –
Bik –
Binet, Jacques Philippe Marie –
binokular –
binokularni daljnogled –
Bion Abderski –
Biot, Jean-Baptiste –
al-Biruni –
al-Bitrudži –
Bjurakanski astrofizikalni observatorij –
Blaauw, Adriaan –
Blandford, Roger David –
Blandford-Znajekov proces –
Blanpain, Jean-Jacques –
blazar –
Bliss, Nathaniel –
blišč –
bliščna zvezda –
blizuzemeljski asteroid –
blizuzemeljsko telo – 
Bobrovnikov, Nikolaj Fjodorovič –
Bode, Johann Elert –
Bogdanić, Mirko Daniel –
Bok, Bart Jan –
Bokova globula – 
Bokova krogla – 
bolid –
bolometer –
Bolton, Charles Thomas –
Bolton, John Gatenby –
Bond, George Phillips –
Bondov albedo –
Bond, William Cranch –
Bopp, Thomas –
Borda, Jean Charles de –
Borelli, Giovanni Alfonso –
Borisov, Genadij Vladimirovič –
Borrelly, Alphonse Louis Nicolas –
Bortle, John E. –
Bortleova lestvica –
Boss, Lewis –
Bošković, Ruđer Josip –
Bouvard, Alexis –
Bowditch, Nathaniel –
Bowen, Ira Sprague –
Bradley, James –
Brahe, Tycho –
Brahmagupta –
Bredihin, Fjodor Aleksandrovič –
breztežnost –
breztežnosten –
Briggs, Henry –
Brinkley, John Mortimer – 
Brisbane, Thomas Makdougall –
Brorsen, Theodor Johan Christian Ambders –
Brorsenov komet –
Brouwer, Dirk –
Brown, Ernest William –
Brown, Robert Hanbury –
Bruna, Franjo –
Bruno, Giordano –
Burbidge, Eleanor Margaret Peachey –
Burbidge, Geoffrey Ronald –
Bürgi, Joost –
Burke, Bernard Flood –
Buta, Ronald –
Butain –

## C
C/1801 N1 –
C/1802 Q1 –
C/1804 E1 –
C/1806 V1 –
C/1808 F1 –
C/1808 M1 –
C/1810 Q1 –
C/1811 W1 –
C/1813 C1 –
C/1813 G1 –
C/1816 B1 –
C/1817 Y1 –
C/1818 W2 –
C/1822 K1 –
C/1822 N1 –
C/1825 N1 –
C/1825 P1 –
C/1825 V1 –
C/1826 P1 –
C/1826 U1 –
C/1826 Y1 –
C/1827 P1 –
C/1847 C1 –
C/2019 Y4 (ATLAS) –
Caliban –
Campanus, Johannes –
Campbell, William Wallace –
Cannon, Annie Jump –
Cardano, Gerolamo –
Carter, Brandon –
Cassini de Thury, César-François –
Cassini, Giovanni Domenico –
Cassini, Jacques –
Cassini, Jean-Dominique –
Cassinijeva ločnica –
Catalina Sky Survey –
Cavalieri, Bonaventura Francesco –
Celsius, Anders –
centralno gibanje –
centralno telo – 
centrifugalna sila –
Cerera –
cezijeva astronomska ura –
Chacornac, Jean –
Challis, James –
Chandler, Seth Carlo mlajši –
Chanrasekhar, Subrahmanyan –
Chandrasekhar-Schenbergova meja –
Chandrasekharjeva meja –
Carl Vilhelm Ludwig Charlier –
Charlois, Auguste Honoré –
Chéseaux, Jean-Philippe Loys de –
Christy, James Walter –
cikli –
cirkumpolarno nebesno telo –
Clairaut, Alexis Claude –
Clark, Alvan –
Clark, Alvan Graham –
Clark, George Bassett –
Clavius, Christopher –
Clube, Victor –
COBE –
Coblentz, William Weber –
Coggia, Jérôme Eugène –
Co Ke –
Comas i Solà, Josep –
Comrie, Leslie John –
Courtois, Hélène –
Cowling, Thomas George –
Crommelin, Andrew Claude de la Cherois –
Curtis, Heber Doust –
Cysat, Johann Baptist Cysat –

## Č
Čadež, Andrej –
Čang Heng –
čas –
časovna enačba –
časovna krogla –
časovni kot –
časovni pregled astronomije –
časovni pregled astronomije Sonca –
časovni pregled astronomov –
časovni pregled fizike črnih lukenj –
časovni pregled gravitacijske fizike in relativnosti –
časovni pregled poznavanja medzvezdne in medgalaktične snovi –
časovni pregled tehnologije merjenja časa –
Čaša –
Čebotarjov, Gleb Aleksandrovič –
Čermelj, Lavo –
četrta razsežnost –
četverozvezdje –
čezneptunsko telo –
Čibišov, Genadij V. –
črna luknja –
črna pritlikavka –
Ču Čungdži –
čudna zvezda –
čudni atraktor –

## D
D/1770 L1 – 
Dabih – 
Dalgarno, Alexander –
daljnogled –
Daljnogled –
Damoklejski asteroid –
dan –
Danica –
Danjon, André-Louis –
Darquier de Pellepoix, Antoine –
d'Arrest, Heinrich Louis –
Darwin, George Howard –
datum –
datumska meja –
De Ball, Leo Anton Karl –
Debehogne, Henri –
De Donder, Théophile Ernest –
Dee, John –
De Gasparis, Annibale –
deferent –
degenerirana snov –
Deimos –
dejavna galaksija –
dejavno galaktično jedro – 
deklinacija –
deklinacijski krog –
Dekruks –
Delambre, Jean Baptiste Joseph –
Delaunay, Charles-Eugène –
Delfin –
Delmotte, Gabriel –
delni mrk – 
Delsanti, Audrey C. –
Delta Kefeja –
Delta Kentavra –
Deneb –
Deneb Algedi –
Deneb Dulfim –
Deneb el Okab –
Deneb Kaitos –
Deneb Kaitos Šemali –
Denebokab –
Denebola –
Descartes, René –
Desdemona –
deseti planet – 
Despina –
Devica –
difuzna meglica –
Digges, Thomas –
Dintinjana, Bojan –
Diona –
Dirac, Paul Adrien Maurice –
Diracova funkcija delta –
Disnomija –
Divjanović, Gabrijel –
Dletce –
doba – 
dogodkovni horizont – 
dogodkovno obzorje – 
dolgoperiodični komet –
dolžinski krog – 
Dominko, Franjo –
domneva vesoljske cenzure –
domnevna nebesna telesa –
domnevna telesa v Osončju –
domnevni planet –
Dopplerjev pojav –
Dopplerjeva spektroskopija –
dotikalno dvozvezdje –
Drake, Frank –
Drakeova enačba –
drakonitični mesec – 
drakonska perioda –
drakonski mesec – 
Henry Draper –
Dresslerjev atraktor –
Dreyer, John –
Dris –
Društvo matematikov, fizikov in astronomov Slovenije –
družina Adeona –
družina asteroidov –
družina Astrid –
družina Bower –
družina Brazilija –
družina Dora –
družina Eos –
družina Erigone –
družina Evnomija –
družina Flora –
družina Gefion –
družina Higeja –
družina Hilda –
družina Hirajama –
družina Karin –
družina Klorida –
družina Koronis –
družina Lidija –
družina Marija –
družina Masalija –
družina Meliboeja –
družina Merksija –
družina Misa –
družina Naëma –
družina Nemesis –
družina Nisa –
družina Rafita –
družina Temida –
družina Veritas –
družina Vesta –
Državni observatorij Heidelberg-Königstuhl – 
Dubhe –
Duhec –
du Toit, Daniel –
dvižni vozel –
dvojna zvezda –
dvozvezdje –
druga kozmična hitrost –
Dvojčka –
dvojna posebna teorija relativnosti –
dvojna zvezda –
dvojni asteroid –
dvojni astrograf –
dvojni pulzar –
dvozvezdje –
Dyson, Frank Watson –
Dyson, Freeman John –

## Đ
Đurđević, Ignjat –

## E
E (meglica) –
e (matematična konstanta) –
Edasih –
Eddington, Arthur Stanley –
Eddington (krater) –
Eddingtonova medalja –
Eddingtonova meja –
Edlén, Bengt –
efektivna temperatura –
efemerida – 
efemeride –
efemeridna astronomija –
efemeridna sekunda – 
efemeridni čas –
Einstein, Albert –
Einsteinova zveza med maso in energijo –
Einsteinov križ –
Einsteinov polmer –
Einsteinov prstan –
Einsteinov tenzor –
Einsteinov zapis –
Eisinga, Eise –
ekliptični koordinatni sistem – 
ekliptikalni koordinatni sistem – 
ekliptika –
ekscentrična anomalija –
ekscentričnost –
eksoplanet – 
eksoplanetologija –
ekvator –
ekvatorial –
ekvatorialna armilarna sfera –
ekvatorialna nastavitev –
ekvatorialni koordinatni sistem – 
ekvatorski koordinatni sistem –
ekvinokcij – 
El Riša – 
Elara –
Elektra – 
elektromagnetno valovanje –
elementi tira – 
elipsa –
elipsoid –
eliptična funkcija –
eliptična galaksija –
eliptična orjakinja –
eliptični integral –
Elnat –
elongacija –
Eltanin –
emisijska meglica –
enakonočje – 
Encke, Johann Franz –
Enckejev komet –
Enf – 
Enif – 
Enkelad –
Enorog –
epicikel –
Epimetej –
epoha –
Epsilon Eridana –
Epsilon Indijanca –
era – 
Eratosten –
Eriapo –
Erida –
Eridan –
Erinoma –
eruptivna spremenljivka –
Esclangon, Ernest Benjamin –
Eskim –
Eta Gredlja –
Euanta –
Euler, Leonhard –
Evdoks –
Evershed, John –
Evkelada –
evklidska geometrija –
evklidski prostor –
Evktemon –
Evporija –
Evridoma –
Evropski južni observatorij –
EXO 0748-676 –
EZ Vodnarja –

## F
Fabricij, David –
Fabricij, Johannes –
Faeton –
fakula –
Faye, Hervé-Auguste-Etienne-Albans –
Fayev komet –
Feba –
Feniks –
Ferguson, James (1710-1776) –
Ferguson, James (1797-1867) –
Ferkad –
Ferkard –
Fi Vodnarja –
Filolaj –
fizika zvezd –
Flammarion, Gabrielle Renaudot –
Flammarion, Nicolas Camille –
Flamsteed, John –
Flamsteedovo poimenovanje –
Fobos –
Focas, Jean-Henri –
Fok, Vladimir Aleksandrovič –
Fomalhaut –
Fonović, Marino –
Ford, William Kent mlajši –
fotografija –
fotografska plošča –
fotometer –
fotometrični sistem –
fotometrični sistem UBV –
fotometrija –
fotosfera –
fotosferska bakla –
Fomalhaut –
Foucault, Jean Bernard Léon –
Foucaultovo nihalo –
Fournier, Georges –
Fracastoro, Girolamo –
Francosko astronomsko društvo –
Frenet, Jean Frédéric –
Fridman, Aleksander Aleksandrovič –
Friedman, Herbert –
Frisius, Regnier Gemma –
Frolov, Valerij Pavlovič –
Fum al samaka –
Furud –
fuzija –

## G
G 208-44/208-45 –
G1.9+0.3 –
galaksija –
Galaksija Abell 1835 IR1916 –
galaksija s polarnim obročem –
galaksija z zvezdnim izbruhom –
galaktična astronomija –
galaktična izboklina –
galaktična poravnava –
galaktična ravnina –
galaktični koordinatni sistem –
galaktični kozmični žarki –
galaktični rdeči premik –
galaktično jedro – 
galaktično leto –
galaktično plimovanje –

galaktično vlakno – 
Galateja –
Galičič, Mirjam –
Galilei, Galileo –
Galilejev daljnogled –
Galilejeva grupa –
Galilejeva transformacija –
Galilejevi sateliti –
Galle, Johann Gottfried –
Galska skupina –
gama (mrk) –
Gama Laboda –
Gambart, Jean-Félix Adolphe –
Gassendi, Pierre –
Gauss, Carl Friedrich –
Gaussova gravitacijska konstanta –
Gaussovo leto –
Gehrels, Tom –
Gellibrand, Henry –
Gema –
Gemin –
geocentrični koordinatni čas –
geocentrični model –
geocentrični sistem –
geodetska astronomija –
geografska dolžina –
geografska širina –
geografski tečaj –
geometrija –
geometrijsko telo –
geosihroni tir –
Gerasimovič Boris Petrovič –
Getaldić, Marin –
Giacconi, Riccardo –
Gianfar –
gibanje –
Gill, David –
Gillis, James Melville –
Ginzburg, Vitalij Lazarevič –
glava kometa –
glavna os –
glavna polos –
glavna veja – 
glavni krog – 
glavni niz – 
glavni poldnevnik – 
Gliese, Wilhelm –
Gliese 777 –
Glieseov katalog bližnjih zvezd –
GN-z11 –
Gnilo jajce –
gnomon –
Godfrey, Thomas –
gola singularnost –
Gold, Thomas –
Goldreich, Peter –
Goldschmidt, Hermann Mayer Salomon –
Golob –
Gomezov hamburger –
Gonnessiat, François –
Goodricke, John –
Gopčević, Spiridon –
gorišče –
Gostosevci – 
gostota magnetnega polja –
Gould, Benjamin Apthorp –
GQ Volka – 
GQ Volka b – 
Gradić, Stjepan –
Graham-Smith, Francis –
Granatna zvezda –
gravitacija –
gravitacijska astronomija –
gravitacijska fizika –
gravitacijska jama –
gravitacijska konstanta –
gravitacijska leča – 
gravitacijska sila –
gravitacijska singularnost –
gravitacijski izvir –
gravitacijski manever –
gravitacijski kolaps – 
gravitacijski polmer – 
gravitacijski potencial – 
gravitacijski privlak –
gravitacijski valovi –
gravitacijski zakon –
gravitacijsko lečenje – 
gravitacijsko polje –
gravitacijsko sesedanje – 
gravitacijsko valovanje –
graviton –
gravitonska zvezda –
Gredelj –
Gregory, David –
Gregory, James –
greenwiški čas –
greenwiški poldnevnik – 
greenwiški srednji čas –
gregorijanski koledar –
gregorijansko leto –
Griffithov observatorij –
Grigg, John –
Grimaldi, Francesco Maria –
Groombridge, Stephen –
Groombridge 34 –
Groombridge 1618 –
Groombridge 1830 –
Guldin, Paul –
Guo Šoudžing –
Gustafsson, Bengt –
Guštin, Andrej –
Guth, Alan Harvey –
Gylden, Johan August –

## H
haab –
Hadar –
Hahn, Friedrich von –
Hajam, Omar –
Hajamov koledar –
Hale, Alan –
Haldena –
Halimeda –
Hale, George Ellery –
Hall, Asaph –
Halley, Edmond –
Halleyjev komet –
Hamal –
Hamiltonova mehanika –
Hansen, Peter Andreas –
Hansteen, Cristoph –
Harding, Karl Ludwig –
Haro, Guillermo –
Haron –
Harpalika –
Harrington, Robert George –
Harrington, Robert Sutton –
Harriot, Thomas –
Harwitt, Martin Otto –
Haumea –
Haumejini naravni sateliti –
Hawking, Stephen –
Hawkingovo sevanje –
HD 2942 –
HD 4203 –
HD 8574 –
HD 59890 –
HD 98618 –
HD 164595 –
HD 217107 –
Hegemona –
Heinemanova nagrada za astrofiziko –
Heka –
Helena –
helij –
Helika –
Helin, Eleanor Francis –
heliocentrična slika sveta –
heliocentrične koordinate –
heliocentrični model –
heliocentrični sistem –
heliocentrični tir –
heliocentrizem –
heliometer –
Hellins, John –
Hencke, Karl Ludwig –
Henderson, Thomas James –
Hénon, Michel –
Hénonov atraktor –
Hénonova preslikava –
Henry, Paul-Pierre –
Henry, Prosper –
Heraklit Pontski –
Herbig, George Howard –
Herbig-Harovo telo –
Herkul –
Hermipa –
Herschel, Alexander Stewart –
Herschel, Caroline Lucretia –
Herschel, John Frederick William –
Herschel, William –
Hertzsprung, Ejnar –
Hertzsprung-Russllov diagram –
Hevel, Johannes –
Hidor –
Hidra –
hidrostatično ravnovesje –
hidžra (islam) –
Hiʻiaka –
Hijade –
Hilbert, David –
Hildški asteroid –
Hill, George William –
Hillova krogla –
Himalija –
Himalijina skupina –
Hind, John Russell –
Hinks, Arthur Robert –
Hiparh –
Hiperion –
hiperkocka –
hipernova –
hiperorjakinja –
hiperpovršina –
hipersfera –
Hipsiklej –
Hirajama, Kijocugu –
Hirn, Gustave-Adolphe –
Hjorter, Olof Petrus –
Hoffleit, Dorrit –
Hoffmeister, Cuno –
Hohmannov prenosni tir –
Holmberg, Erik Bertil –
Homam –
Hommel, Johann –
horizont –
horizontska paralaksa –
horizontski koordinatni sistem –
Horrocks, Jeremiah –
Hove, Maarten van den –
Hoyle, Fred –
HR Delfina –
HST – 
Hubble, Edwin Powell –
Hubble-Sandageeva spremenljivka –
Hubblov čas –
Hubblov vesoljski daljnogled – 
Hubblov zakon –
Hubblova konstanta –
Hubblova prostornina –
Hubblova spremenljiva meglica –
Hubblova razvrstitev galaksij –
Huggins, Margaret Lindsay –
Huggins, William –
van de Hulst, Hendrik Christoffel –
Humason, Milton Lasell –
Humasonov komet – 
Huygens, Christiaan –
HV 2112 –
HVGC-1 –
Hynek, Josef Allen –

## I
IAU – 
IC 3568 –
IC 5148 –
IC 5370 –
ikozaeder –
imena pritlikavih planetov –
Imir –
Indeksni katalog –
Indijanec –
inercialni opazovalni sistem –
inflacijski model Vesolja –
infrardeče sevanje –
Innes, Robert Thorburn Ayton –
interkalacija –
Inuitska skupina –
ionizacija –
Ipsilon Andromede –
Ali ben Isa –
I Sin –
Isonoja –
Ivanov, Aleksander Aleksandrovič –
izbruh žarkov gama –
izginuli komet –
izgubljeni komet –
izpodnebnik – 
izsev –
izsevnost –
izsev Sonca – 
izsev zvezde –
izsevni razred –
izsredni Jupiter –
izsrednost elipse –
izsrednost tira –
izvenosončni planet – 
izvenzemeljsko življenje – 
Ižirak –

## J
Jackson, John –
Jadro –
Jajce –
jakost magnetnega polja –
Jakub ibn Tarik –
Jansky, Karl Guthe –
Janus –
Japet –
japonski koledar –
jata galaksij –
Jata galaksij v Berenikinih kodrih –
Jata galaksij v Devici –
Jata galaksij v Herkulu –
Jata galaksij v Kiparju –
Jata galaksij v Krmi –
Jeans, James Hopwood –
jedro galaksije – 
jedro kometa – 
jedro Sonca –
jedro zvezde –
jedrska reakcija –
jedrsko gorivo –
jedrsko zlivanje –
jedrsko zlivanje v zvezdah – 
Jeffreys, Harold –
jesen –
jesenišče –
jesensko enakonočje –
Johnson, Ernest Leonard –
Jokasta –
Jota Rib –
Journal for the History of Astronomy –
judovski koledar –
Julija –
julijanski dan –
julijanski koledar –
julijansko leto –
Ibn Junis –
Jupiter –
Jupitrov Trojanec – 
Jupitrovi naravni sateliti –
Jupitrovi obroči –
jupitrovski planet –
Jurić, Mario –
južišče –
Južna krona –
Južna obročasta meglica –
Južna riba –
Južni križ –
Južni križ (ozvezdje) –
Južni trikotnik –
Južnoafriški astronomski observatorij –

## K
Kača (meglica) –
Kača (ozvezdje) –
Kačenosec –
Kae Uh –
Kaht –
Kala –
kaldejska perioda –
Kaliban –
Kalihora –
Kalika –
Kalip –
Kalipso –
Kaliroja –
Kaltenegger, Lisa –
Kambič, Bojan –
Kameleon –
kamniti meteorit –
kamnitoželezni meteorit –
Kamp, Peter van de –
Kanop –
kaotična dinamika –
Kapa Rib –
Kapela –
Kapteyn, Jacobus Cornelius –
Kapteynova zvezda –
karakteristična energija –
Karlovo srce –
Amr-al-Karmani –
Karma –
Karmina skupina –
Karnotamizbič –
Karpo –
Kasiopeja –
Kastor –
Gijasedin al-Kaši –
kataklizmična spremenljivka –
Katalog galaksij in jat galaksij – 
Katalog galaktičnih planetarnih meglic –
Katalog glavnih galaksij – 
Katalog Henryja Draperja – 
Katalog svetlih zvezd – 
Keeler, James Edward –
kefeida –
kefeidna spremenljivka –
Kefej –
Keid – 
Kentaver –
Kentaver (planetoid) –
Kepler, Johannes –
Kepler –
Kepler-11 –
Kepler-42 –
Kepler-78b –
Kepler-452 –
Kepler Input Catalog –
Keplerjeva enačba –
Keplerjevi zakoni –
keplerski tir –
Ke Še –
KIC 8462852 –
Kidinu –
Kilar, Bogdan –
Kilena –
Kimura, Hisaši –
Kipar –
Kirkwood, Daniel –
Kirkwood –
Kirkwoodov observatorij –
Kirkwoodova vrzel –
Kirshner, Robert Paul –
kisik –
Kit –
kitajski koledar –
kitajsko ozvezdje –
Kiviuk –
klasično telo Kuiperjevega pasu – 
Kleomed –
Kleopatrino oko –
Kleostrat –
Knežević, Zoran –
Kohab –
kolapsar –
kolatituda –
koledar –
koledarska doba –
kolobarjasti mrk –
koma –
komet –
komet asteroidnega pasu –
Komet Arend-Rigaux –
Komet d'Arrest –
Komet Barnard 2 –
Komet Blanpain –
Komet Bradfield –
Komet Cezar –
Komet Ciffréo –
Komet Comas Solá –
Komet de Chéseaux –
Komet Daniel –
Komet Finlay –
Komet Gale –
Komet Giacobini-Zinner –
Komet Grigg-Skjellerup –
Komet Harrington-Abell – 
Komet Hartley 3 –
Komet Helin-Roman-Alu 1 –
Komet Helin-Roman-Crockett –
Komet Herschel-Rigollet –
Komet Humason – 
Komet Ikeja-Seki –
Komet iz leta 1729 –
Komet Johnson –
Komet LINEAR –
Komet LINEAR 4 –
Komet LINEAR 9 –
Komet LINEAR 10 –
Komet LINEAR 16 –
Komet LINEAR 17 –
Komet LINEAR 22 –
Komet LINEAR 25 –
Komet LINEAR 26 –
Komet LINEAR 29 –
Komet LINEAR 30 –
Komet LINEAR 38 –
Komet LINEAR 41 –
Komet LINEAR 43 –
Komet LINEAR 46 –
Komet LINEAR 54 –
Komet Lulin –
Komet Machholz 1 –
Komet Machholz 2 –
Komet Maury –
Komet McMillan –
Komet Mueller 1 –
Komet NEAT 4 –
Komet NEAT 22 –
Komet Olbers –
Komet Parker-Hartley –
Komet Pigott-LINEAR-Kowalski –
Komet Pons –
Komet Pons-Brooks –
Komet Pons-Gambart –
Komet Pons-Winnecke –
Komet Schuster –
Komet Shoemaker –
Komet Shoemaker 1 –
Komet Shoemaker 3 –
Komet Shoemaker 4 –
Komet Shoemaker-Holt 1 –
Komet Shoemaker-Holt 2 –
Komet Shoemaker-Levy 2 –
Komet Shoemaker-Levy 3 –
Komet Shoemaker-Levy 4 –
Komet Shoemaker-Levy 5 –
Komet Shoemaker-Levy 6 –
Komet Shoemaker-Levy 7 –
Komet Shoemaker-Levy 8 –
Komet Shoemaker-Levy 9 –
Komet Shoemaker-LINEAR –
Komet Skjellerup-Maristany –
Komet Spitaler –
Komet Stephan-Oterma –
Komet Swift-Tuttle –
Komet Šajn-Schaldach –
Komet Tempel 1 –
Komet Tempel 2 –
Komet Tempel-Swift-LINEAR –
Komet Tempel-Tuttle –
Komet Thatcher –
Komet Tuttle –
Komet Urata-Niidžima –
Komet Whipple –
Komet Wild 4 –
Komet Wilson-Harrington – 
Komet Wiseman-Skiff –
Komet Wolf –
kometno jedro – 
kompas –
Kompas –
končno antropično načelo –
Konjska glava –
konjunkcija –
Konon –
konstelacija – 
Konščak, Ferdinand –
koordinatni sestav –
Nikolaj Kopernik –
Kordelija –
Korlević, Korado –
Kordylewski, Kazimierz –
Kordylewskijev oblak –
Korneforos –
korona –
Kort –
Kostinski, Sergej Konstantinovič –
kotna hitrost –
kotna ločljivost –
kotna velikost –
Kotomer –
kovinskost –
Kowalczyk, Jan –
Kozai, Jošihide –
Kozaijev pojav – 
Kozaijeva resonanca – 
kozmična inflacija – 
kozmični delec –
kozmični prah –
kozmični žarek –
kozmični žarki –
kozmično leto –
kozmično sevanje –
kozmografija –
kozmolog –
kozmologija –
kozmološka konstanta –
kozmološka singularnost –
kozmološko načelo –
Kozorog –
Kozorogov povratnik –
Kraft, Robert Paul –
Krajec, Andrej –
Krajevna jata – 
Krajevna skupina – 
Krajevna nadjata –
krajevni meridijan –
Kraljeva astronomska družba –
kraljevi astronom –
Kraljevi observatorij Greenwich –
krater –
kratkoperiodični komet –
Kresida –
Kreutz, Heinrich Carl Friedrich –
Kreutzova družina kometov –
Krma –
krog –
krog latitude – 
krog longitude – 
krogelna funkcija –
krogla –
kroglasta kopica –
kroglasta zvezdna kopica –
Krokar –
kromatična aberacija –
kromosfera –
kromosferska bakla –
kroženje –
krožilna hitrost –
Kruger 60 A –
Kruger 60 B –
kubevan – 
Kučera, Oton –
Kuiper, Gerard Peter –
Kuiperjev pas –
Kulat Nunu –
kulminacija –
Küstner, Friedrich Karl –
Kuščarica –
Ali Kušči –
Kušiar –
Kuzanski, Nikolaj –
kvader –
kvadrant –
kvadrat –
kvadrupolni moment –
kvantna gravitacija –
Kvaoar –  
kvazar –
kvaternion –

## L
L-točka – 
Labeyrie, Antoine Émile Henry –
Labod –
Labod X-1 –
Lacaille, Nicolas Louis de –
Lacaille 9352 –
Lagerkvist, Claes-Ingvar –
Lagrange, Joseph-Louis de –
Lagrangeeva točka –
Laguna –
La Hire, Philippe de –
Lake, George –
Lalande, Joseph Jérôme Lefrançois de –
Lalande 21185 –
Lalandova nagrada –
Lambda Rib –
Lambert, Johann Heinrich –
Lampland, Carl Otto –
Langley, Samuel Pierpont –
Langren, Michael Florent van –
Lansberge, Philippe van –
Lansberge (krater) –
Laplace, Pierre-Simon –
Larisa –
laser –
Lassell, William –
lastni čas –
lastni elementi tira –
lastno gibanje –
latituda –
Lau, Hans Emil –
Laurent, Joseph Jean Pierre –
Leavenworth, Francis Preserved –
Leavitt, Henrietta Swan –
leča –
lečasta galaksija –
lečasta galaksija s prečko –
led –
Leda –
ledeni planet –
lega –
Le Gentil, Guillaume-Joseph-Hyacinthe-Jean-Baptiste –
Leibniz, Gottfried Wilhelm –
Lektorat Henryja Norrisa Russlla –
Lemaître, Georges-Édouard –
Lemonnier, Pierre –
Le Monnier, Pierre Charles –
Leuschner, Armin Otto –
Lepaute, Nicole-Reine Etable de la Briere Hortense –
leptonsko število –
Leteča riba –
letna paralaksa –
letni čas –
leto –
Le Verrier, Urbain-Jean Joseph –
Lev –
Lexell, Anders Johan –
Lexllov komet – 
Liais, Emmanuel –
libracija –
libracijska točka – 
Lickov observatorij – 
LIGO –
Lilio, Luigi Ghiraldi –
Lin, Douglas N. C. –
Lindblad, Bertil –
Linteum –
Lipski, Jurij Naumovič –
Lira –
Lisička –
Littrow, Jospeh Johann von –
von Littrow, Karl Ludwig von –
Liziteja –
ljubiteljska astronomija –
Lockyer, Joseph Norman –
ločeno dvozvezdje –
ločljivost optičnih inštrumentov –
ločna minuta –
ločna sekunda –
Loewy, Maurice –
Lokalna jata – 
lom v ozračju – 
Longair, Malcom Sim –
Longberg, Christen –
longituda –
longituda dvižnega vozla –
Lorentz-Poincaréjeva grupa –
Lorentzeva transformacija –
Lorenzev atraktor –
Lowell, Bernard –
lov na mrke –
Lovski psi –
Low, Frank James –
Lowell, Percival –
Lowllov observatorij – 
Luminet, Jean-Pierre –
Luna –
lunacija – 
lunaren –
lunarni meteorit – 
Lundmark, Knut Emil –
luneit – 
Lunin koledar –
Lunin mesec –
Lunin mrk –
Lunin mrk marca 2007 –
Lunin mrk novembra 2021 –
Lunin mrk maja 2021 –
Lunin zastoj –
lunina mena –
Lunina razdalja –
Lunina ura –
Lunini kraterji –
lunisolarni koledar –
Lunska ura –
Luther, Karl Theodor Robert –
Luyten, Willem Jacob –
Luytenova zvezda –
Lynden-Bell, Donald –
Lyot, Bernard-Ferdinand –
Lyttleton, Raymond Arthur –

## M
M1 –
M27 –
M31 –
M33 –
M57 –
M67 –
M76 –
M97 –
M100 –
M101 –
M102 –
M103 –
M104 –
M105 –
M106 –
M107 –
M108 –
M109 –
M110 –
van Maanen, Adriaan –
Van Maanenova zvezda –
Machin, John –
MACHO –
Mädler, Johann Heinrich –
Maestlin, Michael –
Maffei, Paolo –
Maffei 1 –
Maffei 2 –
Magellanov most –
Magellanova oblaka –
magnetar –
magnetno polje –
Main, Robert –
Mairan, Jean-Jacques Dortous de –
majevski koledar –
majevski koledar dolgega štetja – 
al-Majriti –
Makemake –
Maksutov, Dimitrij Dimitrijevič –
Mala ročka –
Mala vodna kača –
Malapert, Charles –
Mali lev –
Mali Magellanov oblak –
Mali medved –
Mali pes –
mali planet –
Malmquist, Gunnar –
malo telo Osončja –
Marij, Simon –
Markab –
Markarjan, Benjamin –
Markarjanova veriga –
Markarjanove galaksije –
Mars –
Marsovi naravni sateliti –
Marsov Trojanec –
Marth, Albert –
masa –
masa zvezd –
Maskelyne, Nevil –
Mason, Charles –
Matar –
Mattei, Janet Akyüz –
Maunder, Edward Walter –
Maunderjev minimum –
Maupertuis, Pierre-Luis Moreau de –
Maury, Alain –
mavrica –
Mayall, Nicholas Ulrich –
Mayer, Tobias –
McCrea, William Hunter –
McDonald, Arthur Bruce –
McKee, Christopher –
McMillan, Robert Scott –
Méchain, Pierre-François-André –
medalja Bruceove –
medalja Henryja Draperja –
medalja Jamesa Craiga Watsona –
medgalaktična snov – 
medgalaktični prostor –
Medičejske zvezde –
Mednarodna astronavtična akademija –
Mednarodna astronomska zveza –
Mednarodna organizacija za meteorje –
mednarodni astronomski čas –
mednarodni nebesni koordinatni sistem –
medplanetarna snov –
medplanetarni prostor –
medzvezdna snov –
medzvezdna snov –
medzvezdni komet –
medzvezdni planet –
medzvezdni oblak –
medzvezdni prah –
medzvezdni prostor –
medzvezdno rdečenje –
Megaklita –
megaparsek –
meglica –
meglica NGC 604 –
meglica Rakovica – 
Mellish, John Edward –
Melotte, Philibert Jacques –
mena –
Menelaj –
Menkar –
Menzel, Donald Howard –
Mercator, Nicholas –
meridijan –
meridijanska armilarna sfera –
meridijanska ravnina –
meridijanski krog –
merjenje svetlobnega toka –
Merkur –
mesec –
Messier, Charles –
Messier 1 –
2 –
3 –
4 –
5 –
6 –
7 –
8 –
9 –
10 –
11 –
12 –
13 –
14 –
15 –
16 –
17 –
18 –
19 –
20 –
21 –
22 –
23 –
24 –
25 –
26 –
27 –
28 –
29 –
30 –
31 –
32 –
33 –
34 –
35 –
36 –
37 –
38 –
39 –
40 –
41 –
42 –
43 –
44 –
45 – 
46 –
47 –
48 –
49 –
50 –
51 –
52 –
53 –
54 –
55 –
56 –
57 –
58 –
59 –
60 –
61 –
62 –
63 –
64 –
65 –
66 –
67 –
68 –
69 –
70 –
71 –
72 –
73 –
74 –
75 –
76 –
77 –
78 –
79 –
80 –
81 –
82 –
83 –
84 –
85 –
86 –
87 –
88 –
89 –
90 –
91 –
92 –
93 –
94 –
95 –
96 –
97 –
98 –
99 –
100 –
101 –
102 –
103 –
104 –
105 –
106 –
107 –
108 –
109 –
110 –
Messierov katalog –
Messierov objekt –
Messierovo število –
Messierovo telo –
Mestel, Leon –
Metcalf, Joel Hastings –
meteor –
meteorit –
meteoroid –
meteorski roj –
meter –
Metis –
Meton –
Metone –
Metonov cikel –
mezoameriški koledar dolgega štetja – 
mezoameriški koledarji –
Mi Rib –
Miaplacid –
Michell, John –
mikročrna luknja –
Mikroskop –
Mikuž, Herman –
Milanković, Milutin –
Milich, Jakob –
milimetrska astronomija –
milisekundni pulzar –
Millosevich, Elia –
Milne, Edward Arthur –
Mimas –
Minkowski, Hermann –
Minkowski, Rudolph –
Minnaert, Marcel Gilles Jozef –
Mintaka –
minuta –
Mira –
Mirah –
Miranda –
Mirfak –
Mitchell, Maria –
Mitra, Abhas –
Miza –
Mizar –
mlaj –
Mnema –
MNRAS – 
Möbius, August Ferdinand –
močno antropično načelo –
modra orjakinja –
Mohr, Johan Maurits –
MOID – 
molekula –
molekularni oblak –
molekularni vodik –
Montanari, Geminiano –
Monthly Notices of the Royal Astronomical Society –
Moore, Patrick –
morfologija galaksij –
morfološka razvrstitev galaksij –
Morfološki katalog galaksij –
Morgan, William Wilson –
Mornariški observatorij Pulj –
motnja –
Mouchez, Amédée –
Moulton, Forest Ray –
Mravlja –
Mreža –
Mrkos, Antonín –
Mudge, John –
Muller, Frank –
Muha –
Muminović, Muhamed –
Mundilfari –
Murabana, Susan –
muslimanski koledar –

## N
Naboth, Valentin –
Naburimani –
načelo ekvivalence –
načelo ekvivalentnosti –
načelo kavzalnosti –
načelo o hitrosti svetlobe –
načelo relativnosti –
nadglavišče –
nadir –
nadirna plima –
nadjata –
Nadjata Laniakeja –
nadobzornica –
nadorjakinja –
nadsvetloben –
nadsvetlobna hitrost –
nagib vrtilne osi –
nagrada Helen B. Warner za astronomijo –
Nahn –
Najada –
najmanjša razdalja sekanja tira – 
naklon tira –
Namaka –
Naos –
napihljiva zvezda –
napredno gibanje – 
narava –
naravni satelit –
Narodni observatorij Kitt Peak –
Narodni optični astronomski observatorij –
Narodni radijski astronomski observatorij –
naselitev vesolja –
naseljivi planet –
naseljivost planeta –
Naše nebo –
navadna spiralna galaksija –
navidezna črna luknja –
navidezna lega Sonca –
navidezna magnituda –
navidezni satelit –
navidezni sij –
Near Earth Asteroid Tracking –
nebesna krogla –
nebesna mehanika –
nebesna dolžina –
nebesna os –
nebesna sfera – 
nebesna širina –
nebesni altazimutni koordinatni sistem – 
nebesni ekvator –
nebesni ekvatorski koordinatni sistem –
nebesni ekvatorski krajevni koordinatni sistem –
nebesni globus –
nebesni horizontni koordinatni sistem – 
nebesni koordinatni sistem –
nebesni poldnevnik –
nebesni pol –
nebesni svod –
nebesni tečaj –
nebesno telo –
neevklidska geometrija –
Neith –
Nemeza –
Nergal – 
nepravilna galaksija –
nepravilna luna – 
nepravilna spremenljivka –
nepravilni satelit – 
nepremičnica –
Neptun –
Neptunov Trojanec –
Neptunovi naravni sateliti –
Neptunovi obroči –
Nereida –
neskončnost –
nevtrino –
nevtrinske oscilacije –
nevtrinski observatorij –
nevtrinsko prasevanje –
nevtronska zvezda –
New Horizons –
Newcomb, Simon –
Newton, Isaac –
Newtonovi zakoni –
Newtonovi zakoni gibanja –
NGC – 
NGC 1 –
2 –
3 –
4 –
5 –
6 –
7 –
8 –
9 –
10 –
11 –
12 –
13 –
14 –
15 –
16 –
17 –
18 –
19 –
20 – 
21 –
22 –
23 –
24 –
25 –
26 –
27 –
28 –
29 –
30 –
31 –
32 –
33 –
34 – 
35 –
36 –
37 –
38 –
39 –
40 –
41 –
42 –
43 –
44 –
45 –
46 –
47 –
48 –
49 –
50 –
51 –
52 –
53 –
54 –
56 –
57 –
58 –
59 –
60 –
61 –
62 –
63 –
64 –
65 –
66 –
66 –
67 –
68 –
69 –
70 –
71 –
72 –
73 –
74 –
75 –
76 –
77 –
78 –
79 –
80 –
81 –
82 –
83 –
84 –
85 –
86 –
87 –
88 –
89 –
90 –
91 –
92 –
93 –
94 –
95 –
96 –
97 –
98 –
99 –
100 –
101 –
102 –
103 –
104 –
105 –
106 –
107 –
108 –
109 –
110 –
111 –
112 –
113 –
114 –
115 –
116 –
117 –
118 –
119 –
120 –
121 –
122 –
123 –
124 –
125 –
126 –
127 –
128 –
129 –
130 –
131 –
132 –
133 –
134 –
135 –
136 –
137 –
138 –
139 –
140 –
141 –
142 –
143 –
144 –
145 –
146 –
147 –
148 –
149 –
150 –
151 –
152 –
153 –
154 –
155 –
156 –
157 –
158 –
159 –
160 –
161 –
162 –
163 –
164 –
165 –
166 –
167 –
168 –
169 –
170 –
171 –
172 –
173 –
174 –
175 –
176 –
177 –
178 –
179 –
180 –
181 –
182 –
183 –
184 –
185 –
186 –
187 –
188 –
189 –
190 –
191 –
192 –
193 –
194 –
195 –
196 –
197 –
198 –
199 –
200 –
201 –
202 –
203 –
204 –
205 –
206 –
207 –
208 –
209 –
210 –
211 –
212 –
213 –
214 –
215 –
216 –
217 –
218 –
219 –
220 –
221 –
222 –
223 –
224 –
225 –
226 –
227 –
228 –
229 –
230 –
231 –
232 –
233 –
234 –
235 –
236 –
237 –
238 –
239 –
240 –
241 –
242 –
243 –
244 –
245 –
246 –
247 –
248 –
249 –
250 –
251 –
252 –
253 –
254 –
255 –
256 –
257 –
258 –
259 –
260 –
261 –
262 –
263 –
264 –
265 –
266 –
267 –
268 –
269 –
270 –
271 –
272 –
273 –
274 –
275 –
276 –
277 –
278 –
279 –
280 –
281 –
282 –
283 –
284 –
285 –
286 –
287 –
288 –
289 –
290 –
291 –
292 –
293 –
294 –
295 –
296 –
297 –
298 –
299 –
300 –
301 –
302 –
303 –
304 –
305 –
306 –
307 –
308 –
309 –
310 –
311 –
312 –
313 –
314 –
315 –
316 –
317 –
318 –
319 –
320 –
321 –
322 –
323 –
324 –
325 –
326 –
327 –
328 –
329 –
330 –
331 –
332 –
333 –
334 –
335 –
336 –
337 –
338 –
339 –
340 –
341 –
342 –
343 –
344 –
345 –
346 –
347 –
348 –
349 –
350 –
351 –
352 –
353 –
354 –
355 –
356 –
357 –
358 –
359 –
360 –
361 –
362 –
363 –
364 –
365 –
366 –
367 –
368 –
369 –
370 –
371 –
372 –
373 –
374 –
375 –
376 –
377 –
378 –
379 –
380 –
381 –
382 –
383 –
384 –
385 –
386 –
387 –
388 –
389 –
390 –
391 –
392 –
393 –
394 –
395 –
396 –
397 –
398 –
399 –
400 –
401 –
402 –
403 –
404 –
405 –
406 –
407 –
408 –
409 –
410 –
411 –
412 –
413 –
414 –
415 –
416 –
417 –
418 –
419 –
420 –
421 –
422 –
423 –
424 –
425 –
426 –
427 –
428 –
429 –
430 –
431 –
432 –
433 –
434 –
435 –
436 –
437 –
438 –
439 –
440 –
441 –
442 –
443 –
444 –
445 –
446 –
447 –
448 –
449 –
450 –
451 –
452 –
453 –
454 –
455 –
456 –
457 –
458 –
459 –
460 –
461 –
462 –
463 –
464 –
465 –
466 –
467 –
468 –
469 –
470 –
471 –
472 –
473 –
474 –
475 –
476 –
477 –
478 –
479 –
480 –
481 –
482 –
483 –
484 –
485 –
486 –
487 –
488 –
489 –
490 –
491 –
492 –
493 –
494 –
495 –
496 –
497 –
498 –
499 –
500 –
501 –
502 –
503 –
504 –
505 –
506 –
507 –
508 –
509 –
510 –
511 –
512 –
513 –
514 –
515 –
516 –
517 –
518 –
519 –
520 –
521 –
522 –
523 –
524 –
525 –
526 –
527 –
528 –
529 –
530 –
531 –
532 –
533 –
534 –
535 –
536 –
537 –
538 –
539 –
540 –
541 –
542 –
543 –
544 –
545 –
546 –
547 –
548 –
549 –
550 –
551 –
552 –
553 –
554 –
555 –
556 –
557 –
558 –
559 –
560 –
561 –
562 –
563 –
564 –
565 –
566 –
567 –
568 –
569 –
570 –
571 –
572 –
573 –
574 –
575 –
576 –
577 –
578 –
579 –
580 –
581 –
582 –
583 –
584 –
585 –
586 –
587 –
588 –
589 –
590 –
591 –
592 –
593 –
594 –
595 –
596 –
597 –
598 –
599 –
600 –
601 –
602 –
603 –
604 –
605 –
606 –
607 –
608 –
609 –
610 –
611 –
612 –
613 –
614 –
615 –
616 –
617 –
618 –
619 –
620 –
621 –
622 –
623 –
624 –
625 –
626 –
627 –
628 –
629 –
630 –
631 –
632 –
633 –
634 –
635 –
636 –
637 –
638 –
639 –
640 –
641 –
642 –
643 –
644 –
645 –
646 –
647 –
648 –
649 –
650 –
651 –
652 –
653 –
654 –
655 –
656 –
657 –
658 –
659 –
660 –
661 –
662 –
663 –
664 –
665 –
666 –
667 –
668 –
669 –
670 –
671 –
672 –
673 –
674 –
675 –
676 –
677 –
678 –
679 –
680 –
681 –
682 –
683 –
684 –
685 –
686 –
687 –
688 –
689 –
690 –
691 –
692 –
693 –
694 –
695 –
696 –
697 –
698 –
699 –
700 –
701 –
702 –
703 –
704 –
705 –
706 –
707 –
708 –
709 –
710 –
711 –
712 –
713 –
714 –
715 –
716 –
717 –
718 –
719 –
720 –
721 –
722 –
723 –
724 –
725 –
726 –
727 –
728 –
729 –
730 –
731 –
732 –
733 –
734 –
735 –
736 –
737 –
738 –
739 –
740 –
741 –
742 –
743 –
744 –
745 –
746 –
747 –
748 –
749 –
750 –
751 –
752 –
753 –
754 –
755 –
756 –
757 –
758 –
759 –
760 –
761 –
762 –
763 –
764 –
765 –
766 –
767 –
768 –
769 –
770 –
771 –
772 –
773 –
774 –
775 –
776 –
777 –
778 –
779 –
780 –
781 –
782 –
783 –
784 –
785 –
786 –
787 –
788 –
789 –
790 –
791 –
792 –
793 –
794 –
795 –
796 –
797 –
798 –
799 –
800 –
801 –
802 –
803 –
804 –
805 –
806 –
807 –
808 –
809 –
810 –
811 –
812 –
813 –
814 –
815 –
816 –
817 –
818 –
819 –
820 –
821 –
822 –
823 –
824 –
825 –
826 –
827 –
828 –
829 –
830 –
831 –
832 –
833 –
834 –
835 –
836 –
837 –
838 –
839 –
840 –
841 –
842 –
843 –
844 –
845 –
846 –
847 –
848 –
849 –
850 –
851 –
852 –
853 –
854 –
855 –
856 –
857 –
858 –
859 –
860 –
861 –
862 –
863 –
864 –
865 –
866 –
867 –
868 –
869 –
870 –
871 –
872 –
873 –
874 –
875 –
876 –
877 –
878 –
879 –
880 –
881 –
882 –
883 –
884 –
885 –
886 –
887 –
888 –
889 –
890 –
891 –
892 –
893 –
894 –
895 –
896 –
897 –
898 –
899 –
900 –
901 –
902 –
903 –
904 –
905 –
906 –
907 –
908 –
909 –
910 –
911 –
912 –
913 –
914 –
915 –
916 –
917 –
918 –
919 –
920 –
921 –
922 –
923 –
924 –
925 –
926 –
927 –
928 –
929 –
930 –
931 –
932 –
933 –
934 –
935 –
936 –
937 –
938 –
939 –
940 –
941 –
942 –
943 –
944 –
945 –
946 –
947 –
948 –
949 –
950 –
951 –
952 –
953 –
954 –
955 –
956 –
957 –
958 –
959 –
960 –
961 –
962 –
963 –
964 –
965 –
966 –
967 –
968 –
969 –
970 –
971 –
972 –
973 –
974 –
975 –
976 –
977 –
978 –
979 –
980 –
981 –
982 –
983 –
984 –
985 –
986 –
987 –
988 –
989 –
990 –
991 –
992 –
993 –
994 –
995 –
996 –
997 –
998 –
999 –
1000 –
1001 –
1002 –
1003 –
1004 –
1005 –
1006 –
1007 –
1008 –
1009 –
1010 –
1011 –
1012 –
1013 –
1014 –
1015 –
1016 –
1017 –
1018 –
1019 –
1020 –
1021 –
1022 –
1023 –
1024 –
1025 –
1026 –
1027 –
1028 –
1029 –
1030 –
1031 –
1032 –
1033 –
1034 –
1035 –
1036 –
1037 –
1038 –
1039 –
1040 –
1041 –
1042 –
1043 –
1044 –
1045 –
1046 –
1047 –
1048 –
1049 –
1050 –
1051 –
1052 –
1053 –
1054 –
1055 –
1056 –
1057 –
1058 –
1059 –
1060 –
1061 –
1062 –
1063 –
1064 –
1065 –
1066 –
1067 –
1068 –
1069 –
1070 –
1071 –
1072 –
1073 –
1074 –
1075 –
1076 –
1077 –
1078 –
1079 –
1080 –
1081 –
1082 –
1083 –
1084 –
1085 –
1086 –
1087 –
1088 –
1089 –
1090 –
1091 –
1092 –
1093 –
1094 –
1095 –
1096 –
1097 –
1098 –
1099 –
1100 –
1101 –
1102 –
1103 –
1104 –
1105 –
1106 –
1107 –
1108 –
1109 –
1110 –
1111 –
1112 –
1113 –
1114 –
1115 –
1116 –
1117 –
1118 –
1119 –
1120 –
1121 –
1122 –
1123 –
1124 –
1125 –
1126 –
1127 –
1128 –
1129 –
1130 –
1131 –
1132 –
1133 –
1134 –
1135 –
1136 –
1137 –
1138 –
1139 –
1140 –
1141 –
1142 –
1143 –
1144 –
1145 –
1146 –
1147 –
1148 –
1149 –
1150 –
1151 –
1152 –
1153 –
1154 –
1155 –
1156 –
1157 –
1158 –
1159 –
1160 –
1161 –
1162 –
1163 –
1164 –
1165 –
1166 –
1167 –
1168 –
1169 –
1170 –
1171 –
1172 –
1173 –
1174 –
1175 –
1176 –
1177 –
1178 –
1179 –
1180 –
1181 –
1182 –
1183 –
1184 –
1185 –
1186 –
1187 –
1188 –
1189 –
1190 –
1191 –
1192 –
1193 –
1194 –
1195 –
1196 –
1197 –
1198 –
1199 –
1200 –
1201 –
1202 –
1203 –
1204 –
1205 –
1206 –
1207 –
1208 –
1209 –
1210 –
1211 –
1212 –
1213 –
1214 –
1215 –
1216 –
1217 –
1218 –
1219 –
1220 –
1221 –
1222 –
1223 –
1224 –
1225 –
1226 –
1227 –
1228 –
1229 –
1230 –
1231 –
1232 –
1233 –
1234 –
1235 –
1236 –
1237 –
1238 –
1239 –
1240 –
1241 –
1242 –
1243 –
1244 –
1245 –
1246 –
1247 –
1248 –
1249 –
1250 –
1251 –
1252 –
1253 –
1254 –
1255 –
1256 –
1257 –
1258 –
1259 –
1260 –
1261 –
1262 –
1263 –
1264 –
1265 –
1266 –
1267 –
1268 –
1269 –
1270 –
1271 –
1272 –
1273 –
1274 –
1275 –
1276 –
1277 –
1278 –
1279 –
1280 –
1281 –
1282 –
1283 –
1284 –
1285 –
1286 –
1287 –
1288 –
1289 –
1290 –
1291 –
1292 –
1293 –
1294 –
1295 –
1296 –
1297 –
1298 –
1299 –
1300 –
1301 –
1302 –
1303 –
1304 –
1305 –
1306 –
1307 –
1308 –
1309 –
1310 –
1311 –
1312 –
1313 –
1314 –
1315 –
1316 –
1317 –
1318 –
1319 –
1320 –
1321 –
1322 –
1323 –
1324 –
1325 –
1326 –
1327 –
1328 –
1329 –
1330 –
1331 –
1332 –
1333 –
1334 –
1335 –
1336 –
1337 –
1338 –
1339 –
1340 –
1341 –
1342 –
1343 –
1344 –
1345 –
1346 –
1347 –
1348 –
1349 –
1350 –
1351 –
1352 –
1353 –
1354 –
1355 –
1356 –
1357 –
1358 –
1359 –
1360 –
1361 –
1362 –
1363 –
1364 –
1365 –
1366 –
1367 –
1368 –
1369 –
1370 –
1371 –
1372 –
1373 –
1374 –
1375 –
1376 –
1377 –
1378 –
1379 –
1380 –
1381 –
1382 –
1383 –
1384 –
1385 –
1386 –
1387 –
1388 –
1389 –
1390 –
1391 –
1392 –
1393 –
1394 –
1395 –
1396 –
1397 –
1398 –
1399 –
1400 –
1401 –
1402 –
1403 –
1404 –
1405 –
1406 –
1407 –
1408 –
1409 –
1410 –
1411 –
1412 –
1413 –
1414 –
1415 –
1416 –
1417 –
1418 –
1419 –
1420 –
1421 –
1422 –
1423 –
1424 –
1425 –
1426 –
1427 –
1428 –
1429 –
1430 –
1431 –
1432 –
1433 –
1434 –
1435 –
1436 –
1437 –
1438 –
1439 –
1440 –
1441 –
1442 –
1443 –
1444 –
1445 –
1446 –
1447 –
1448 –
1449 –
1450 –
1451 –
1452 –
1453 –
1454 –
1455 –
1456 –
1457 –
1458 –
1459 –
1460 –
1461 –
1462 –
1463 –
1464 –
1465 –
1466 –
1467 –
1468 –
1469 –
1470 –
1471 –
1472 –
1473 –
1474 –
1475 –
1476 –
1477 –
1478 –
1479 –
1480 –
1481 –
1482 –
1483 –
1484 –
1485 –
1486 –
1487 –
1488 –
1489 –
1490 –
1491 –
1492 –
1493 –
1494 –
1495 –
1496 –
1497 –
1498 –
1499 –
1500 –
1501 –
1502 –
1503 –
1504 –
1505 –
1506 –
1507 –
1508 –
1509 –
1510 –
1511 –
1512 –
1513 –
1514 –
1515 –
1516 –
1517 –
1518 –
1519 –
1520 –
1521 –
1522 –
1523 –
1524 –
1525 –
1526 –
1527 –
1528 –
1529 –
1530 –
1531 –
1532 –
1533 –
1534 –
1535 –
1536 –
1537 –
1538 –
1539 –
1540 –
1541 –
1542 –
1543 –
1544 –
1545 –
1546 –
1547 –
1548 –
1549 –
1550 –
1551 –
1552 –
1553 –
1554 –
1555 –
1556 –
1557 –
1558 –
1559 –
1560 –
1561 –
1562 –
1563 –
1564 –
1565 –
1566 –
1567 –
1568 –
1569 –
1570 –
1571 –
1572 –
1573 –
1574 –
1575 –
1576 –
1577 –
1578 –
1579 –
1580 –
1581 –
1582 –
1583 –
1584 –
1585 –
1586 –
1587 –
1588 –
1589 –
1590 –
1591 –
1592 –
1593 –
1594 –
1595 –
1596 –
1597 –
1598 –
1599 –
1600 –
1601 –
1602 –
1603 –
1604 –
1605 –
1606 –
1607 –
1608 –
1609 –
1610 –
1611 –
1612 –
1613 –
1614 –
1615 –
1616 –
1617 –
1618 –
1619 –
1620 –
1621 –
1622 –
1623 –
1624 –
1625 –
1626 –
1627 –
1628 –
1629 –
1630 –
1631 –
1632 –
1633 –
1634 –
1635 –
1636 –
1637 –
1638 –
1639 –
1640 –
1641 –
1642 –
1643 –
1644 –
1645 –
1646 –
1647 –
1648 –
1649 –
1650 –
1651 –
1652 –
1653 –
1654 –
1655 –
1656 –
1657 –
1658 –
1659 –
1660 –
1661 –
1662 –
1663 –
1664 –
1665 –
1666 –
1667 –
1668 –
1669 –
1670 –
1671 –
1672 –
1673 –
1674 –
1675 –
1676 –
1677 –
1678 –
1679 –
1680 –
1681 –
1682 –
1683 –
1684 –
1685 –
1686 –
1687 –
1688 –
1689 –
1690 –
1691 –
1692 –
1693 –
1694 –
1695 –
1696 –
1697 –
1698 –
1699 –
1700 –
1701 –
1702 –
1703 –
1704 –
1705 –
1706 –
1707 –
1708 –
1709 –
1710 –
1711 –
1712 –
1713 –
1714 –
1715 –
1716 –
1717 –
1718 –
1719 –
1720 –
1721 –
1722 –
1723 –
1724 –
1725 –
1726 –
1727 –
1728 –
1729 –
1730 –
1731 –
1732 –
1733 –
1734 –
1735 –
1736 –
1737 –
1738 –
1739 –
1740 –
1741 –
1742 –
1743 –
1744 –
1745 –
1746 –
1747 –
1748 –
1749 –
1750 –
1751 –
1752 –
1753 –
1754 –
1755 –
1756 –
1757 –
1758 –
1759 –
1760 –
1761 –
1762 –
1763 –
1764 –
1765 –
1766 –
1767 –
1768 –
1769 –
1770 –
1771 –
1772 –
1773 –
1774 –
1775 –
1776 –
1777 –
1778 –
1779 –
1780 –
1781 –
1782 –
1783 –
1784 –
1785 –
1786 –
1787 –
1788 –
1789 –
1790 –
1791 –
1792 –
1793 –
1794 –
1795 –
1796 –
1797 –
1798 –
1799 –
1800 –
1801 –
1802 –
1803 –
1804 –
1805 –
1806 –
1807 –
1808 –
1809 –
1810 –
1811 –
1812 –
1813 –
1814 –
1815 –
1816 –
1817 –
1818 –
1819 –
1820 –
1821 –
1822 –
1823 –
1824 –
1825 –
1826 –
1827 –
1828 –
1829 –
1830 –
1831 –
1832 –
1833 –
1834 –
1835 –
1836 –
1837 –
1838 –
1839 –
1840 –
1841 –
1842 –
1843 –
1844 –
1845 –
1846 –
1847 –
1848 –
1849 –
1850 –
1851 –
1852 –
1853 –
1854 –
1855 –
1856 –
1857 –
1858 –
1859 –
1860 –
1861 –
1862 –
1863 –
1864 –
1865 –
1866 –
1867 –
1868 –
1869 –
1870 –
1871 –
1872 –
1873 –
1874 –
1875 –
1876 –
1877 –
1878 –
1879 –
1880 –
1881 –
1882 –
1883 –
1884 –
1885 –
1886 –
1887 –
1888 –
1889 –
1890 –
1891 –
1892 –
1893 –
1894 –
1895 –
1896 –
1897 –
1898 –
1899 –
1900 –
1901 –
1902 –
1903 –
1904 –
1905 –
1906 –
1907 –
1908 –
1909 –
1910 –
1911 –
1912 –
1913 –
1914 –
1915 –
1916 –
1917 –
1918 –
1919 –
1920 –
1921 –
1922 –
1923 –
1924 –
1925 –
1926 –
1927 –
1928 –
1929 –
1930 –
1931 –
1932 –
1933 –
1934 –
1935 –
1936 –
1937 –
1938 –
1939 –
1940 –
1941 –
1942 –
1943 –
1944 –
1945 –
1946 –
1947 –
1948 –
1949 –
1950 –
1951 –
1952 – 
1953 –
1954 –
1955 –
1956 –
1957 –
1958 –
1959 –
1960 –
1961 –
1962 –
1963 –
1964 –
1965 –
1966 –
1967 –
1968 –
1969 –
1970 –
1971 –
1972 –
1973 –
1974 –
1975 –
1976 – 
1977 –
1978 –
1979 –
1980 –
1981 –
1982 –
1983 –
1984 –
1985 –
1986 –
1987 –
1988 –
1989 –
1990 –
1991 –
1992 –
1993 –
1994 –
1995 –
1996 –
1997 –
1998 –
1999 –
2000 –
2001 –
2002 –
2003 –
2004 –
2005 –
2006 –
2007 –
2008 –
2009 –
2010 –
2011 –
2012 –
2013 –
2014 –
2015 –
2016 –
2017 –
2018 –
2019 –
2020 –
2021 –
2022 –
2023 –
2024 –
2025 –
2026 –
2027 –
2028 –
2029 –
2030 –
2031 –
2032 –
2033 –
2034 –
2035 –
2036 –
2037 –
2038 –
2039 –
2040 –
2041 –
2042 –
2043 –
2044 –
2045 –
2046 –
2047 –
2048 –
2049 –
2050 –
2051 –
2052 –
2053 –
2054 –
2055 –
2056 –
2057 –
2058 –
2059 –
2060 –
2061 –
2062 –
2063 –
2064 –
2065 –
2066 –
2067 –
2068 –
2069 –
2070 – 
2071 –
2072 –
2073 –
2074 –
2075 –
2076 –
2077 –
2078 –
2079 –
2080 –
2081 –
2082 –
2083 –
2084 –
2085 –
2086 –
2087 –
2088 –
2089 –
2090 –
2091 –
2092 –
2093 –
2094 –
2095 –
2096 –
2097 –
2098 –
2099 –
2100 –
2101 –
2102 –
2103 –
2104 –
2105 –
2106 –
2107 –
2108 –
2109 –
2110 –
2111 –
2112 –
2113 –
2114 –
2115 –
2116 –
2117 –
2118 –
2119 –
2120 –
2121 –
2122 –
2123 –
2124 –
2125 –
2126 –
2127 –
2128 –
2129 –
2130 –
2131 –
2132 –
2133 –
2134 –
2135 –
2136 –
2137 –
2138 –
2139 –
2140 –
2141 –
2142 –
2143 –
2144 –
2145 –
2146 –
2147 –
2148 –
2149 –
2150 –
2151 –
2152 –
2153 –
2154 –
2155 –
2156 –
2157 –
2158 –
2159 –
2160 –
2161 –
2162 –
2163 –
2164 –
2165 –
2166 –
2167 –
2168 –
2169 –
2170 –
2171 –
2172 –
2173 –
2174 –
2175 –
2176 –
2177 –
2178 –
2179 –
2180 –
2181 –
2182 –
2183 –
2184 –
2185 –
2186 –
2187 –
2188 –
2189 –
2190 –
2191 –
2192 –
2193 –
2194 –
2195 –
2196 –
2197 –
2198 –
2199 –
2200 –
2201 –
2202 –
2203 –
2204 –
2205 –
2206 –
2207 –
2208 –
2209 –
2210 –
2211 –
2212 –
2213 –
2214 –
2215 –
2216 –
2217 –
2218 –
2219 –
2220 –
2221 –
2222 –
2223 –
2224 –
2225 –
2226 –
2227 –
2228 –
2229 –
2230 –
2231 –
2232 –
2233 –
2234 –
2235 –
2236 –
2237 –
2238 –
2239 –
2240 –
2241 –
2242 –
2243 –
2244 –
2245 –
2246 –
2247 –
2248 –
2249 –
2250 –
2251 –
2252 –
2253 –
2254 –
2255 –
2256 –
2257 –
2258 –
2259 –
2260 –
2261 – 
2262 –
2263 –
2264 –
2265 –
2266 –
2267 –
2268 –
2269 –
2270 –
2271 –
2272 –
2273 –
2274 –
2275 –
2276 –
2277 –
2278 –
2279 –
2280 –
2281 –
2282 –
2283 –
2284 –
2285 –
2286 –
2287 –
2288 –
2289 –
2290 –
2291 –
2292 –
2293 –
2294 –
2295 –
2296 –
2297 –
2298 –
2299 –
2300 –
2301 –
2302 –
2303 –
2304 –
2305 –
2306 –
2307 –
2308 –
2309 –
2310 –
2311 –
2312 –
2313 –
2314 –
2315 –
2316 –
2317 –
2318 –
2319 –
2320 –
2321 –
2322 –
2323 –
2324 –
2325 –
2326 –
2327 –
2328 –
2329 –
2330 –
2331 –
2332 –
2333 –
2334 –
2335 –
2336 –
2337 –
2338 –
2339 –
2340 –
2341 –
2342 –
2343 –
2344 –
2345 –
2346 –
2347 –
2348 –
2349 –
2350 –
2351 –
2352 –
2353 –
2354 –
2355 –
2356 –
2357 –
2358 –
2359 –
2360 –
2361 –
2362 –
2363 –
2364 –
2365 –
2366 –
2367 –
2368 –
2369 –
2370 –
2371 –
2372 –
2373 –
2374 –
2375 –
2376 –
2377 –
2378 –
2379 –
2380 –
2381 –
2382 –
2383 –
2384 –
2385 –
2386 –
2387 –
2388 –
2389 –
2390 –
2391 –
2392 –
2393 –
2394 –
2395 –
2396 –
2397 –
2398 –
2399 –
2400 –
2401 –
2402 –
2403 –
2404 –
2405 –
2406 –
2407 –
2408 –
2409 –
2410 –
2411 –
2412 –
2413 –
2414 –
2415 –
2416 –
2417 –
2418 –
2419 –
2420 –
2421 –
2422 –
2423 –
2424 –
2425 –
2426 –
2427 –
2428 –
2429 –
2430 –
2431 –
2432 –
2433 –
2434 –
2435 –
2436 –
2437 –
2438 –
2439 –
2440 –
2441 –
2442 –
2443 –
2444 –
2445 –
2446 –
2447 –
2448 –
2449 –
2450 –
2451 –
2452 –
2453 –
2454 –
2455 –
2456 –
2457 –
2458 –
2459 –
2460 –
2461 –
2462 –
2463 –
2464 –
2465 –
2466 –
2467 –
2468 –
2469 –
2470 –
2471 –
2472 –
2473 –
2474 –
2475 –
2476 –
2477 –
2478 –
2479 –
2480 –
2481 –
2482 –
2483 –
2484 –
2485 –
2486 –
2487 –
2488 –
2489 –
2490 –
2491 –
2492 –
2493 –
2494 –
2495 –
2496 –
2497 –
2498 –
2499 –
2500 –
2501 –
2502 –
2503 –
2504 –
2505 –
2506 –
2507 –
2508 –
2509 –
2510 –
2511 –
2512 –
2513 –
2514 –
2515 –
2516 –
2517 –
2518 –
2519 –
2520 –
2521 –
2522 –
2523 –
2524 –
2525 –
2526 –
2527 –
2528 –
2529 –
2530 –
2531 –
2532 –
2533 –
2534 –
2535 –
2536 –
2537 –
2538 –
2539 –
2540 –
2541 –
2542 –
2543 –
2544 –
2545 –
2546 –
2547 –
2548 –
2549 –
2550 –
2551 –
2552 –
2553 –
2554 –
2555 –
2556 –
2557 –
2558 –
2559 –
2560 –
2561 –
2562 –
2563 –
2564 –
2565 –
2566 –
2567 –
2568 –
2569 –
2570 –
2571 –
2572 –
2573 –
2574 –
2575 –
2576 –
2577 –
2578 –
2579 –
2580 –
2581 –
2582 –
2583 –
2584 –
2585 –
2586 –
2587 –
2588 –
2589 –
2590 –
2591 –
2592 –
2593 –
2594 –
2595 –
2596 –
2597 –
2598 –
2599 –
2600 –
2601 –
2602 –
2603 –
2604 –
2605 –
2606 –
2607 –
2608 –
2609 –
2610 –
2611 –
2612 –
2613 –
2614 –
2615 –
2616 –
2617 –
2618 –
2619 –
2620 –
2621 –
2622 –
2623 –
2624 –
2625 –
2626 –
2627 –
2628 –
2629 –
2630 –
2631 –
2632 –
2633 –
2634 –
2635 –
2636 –
2637 –
2638 –
2639 –
2640 –
2641 –
2642 –
2643 –
2644 –
2645 –
2646 –
2647 –
2648 –
2649 –
2650 –
2651 –
2652 –
2653 –
2654 –
2655 –
2656 –
2657 –
2658 –
2659 –
2660 –
2661 –
2662 –
2663 –
2664 –
2665 –
2666 –
2667 –
2668 –
2669 –
2670 –
2671 –
2672 –
2673 –
2674 –
2675 –
2676 –
2677 –
2678 –
2679 –
2680 –
2681 –
2682 –
2683 –
2684 –
2685 –
2686 –
2687 –
2688 –
2689 –
2690 –
2691 –
2692 –
2693 –
2694 –
2695 –
2696 –
2697 –
2698 –
2699 –
2700 –
2701 –
2702 –
2703 –
2704 –
2705 –
2706 –
2707 –
2708 –
2709 –
2710 –
2711 –
2712 –
2713 –
2714 –
2715 –
2716 –
2717 –
2718 –
2719 –
2720 –
2721 –
2722 –
2723 –
2724 –
2725 –
2726 –
2727 –
2728 –
2729 –
2730 –
2731 –
2732 –
2733 –
2734 –
2735 –
2736 –
2737 –
2738 –
2739 –
2740 –
2741 –
2742 –
2743 –
2744 –
2745 –
2746 –
2747 –
2748 –
2749 –
2750 –
2751 –
2752 –
2753 –
2754 –
2755 –
2756 –
2757 –
2758 –
2759 –
2760 –
2761 –
2762 –
2763 –
2764 –
2765 –
2766 –
2767 –
2768 –
2769 –
2770 –
2771 –
2772 –
2773 –
2774 –
2775 –
2776 –
2777 –
2778 –
2779 –
2780 –
2781 –
2782 –
2783 –
2784 –
2785 –
2786 –
2787 –
2788 –
2789 –
2790 –
2791 –
2792 –
2793 –
2794 –
2795 –
2796 –
2797 –
2798 –
2799 –
2800 –
2801 –
2802 –
2803 –
2804 –
2805 –
2806 –
2807 –
2808 –
2809 –
2810 –
2811 –
2812 –
2813 –
2814 –
2815 –
2816 –
2817 –
2818 –
2819 –
2820 –
2821 –
2822 –
2823 –
2824 –
2825 –
2826 –
2827 –
2828 –
2829 –
2830 –
2831 –
2832 –
2833 –
2834 –
2835 –
2836 –
2837 –
2838 –
2839 –
2840 –
2841 –
2842 –
2843 –
2844 –
2845 –
2846 –
2847 –
2848 –
2849 –
2850 –
2851 –
2852 –
2853 –
2854 –
2855 –
2856 –
2857 –
2858 –
2859 –
2860 –
2861 –
2862 –
2863 –
2864 –
2865 –
2866 –
2867 –
2868 –
2869 –
2870 –
2871 –
2872 –
2873 –
2874 –
2875 –
2876 –
2877 –
2878 –
2879 –
2880 –
2881 –
2882 –
2883 –
2884 –
2885 –
2886 –
2887 –
2888 –
2889 –
2890 –
2891 –
2892 –
2893 –
2894 –
2895 –
2896 –
2897 –
2898 –
2899 –
2900 –
2901 –
2902 –
2903 –
2904 –
2905 –
2906 –
2907 –
2908 –
2909 –
2910 –
2911 –
2912 –
2913 –
2914 –
2915 –
2916 –
2917 –
2918 –
2919 –
2920 –
2921 –
2922 –
2923 –
2924 –
2925 –
2926 –
2927 –
2928 –
2929 –
2930 –
2931 –
2932 –
2933 –
2934 –
2935 –
2936 –
2937 –
2938 –
2939 –
2940 –
2941 –
2942 –
2943 –
2944 –
2945 –
2946 –
2947 –
2948 –
2949 –
2950 –
2951 –
2952 –
2953 –
2954 –
2955 –
2956 –
2957 –
2958 –
2959 –
2960 –
2961 –
2962 –
2963 –
2964 –
2965 –
2966 –
2967 –
2968 –
2969 –
2970 –
2971 –
2972 –
2973 –
2974 –
2975 –
2976 –
2977 –
2978 –
2979 –
2980 –
2981 –
2982 –
2983 –
2984 –
2985 –
2986 –
2987 –
2988 –
2989 –
2990 –
2991 –
2992 –
2993 –
2994 –
2995 –
2996 –
2997 –
2998 –
2999 –
3000 –
3001 –
3002 –
3003 –
3004 –
3005 –
3006 –
3007 –
3008 –
3009 –
3010 –
3011 –
3012 –
3013 –
3014 –
3015 –
3016 –
3017 –
3018 –
3019 –
3020 –
3021 –
3022 –
3023 –
3024 –
3025 –
3026 –
3027 –
3028 –
3029 –
3030 –
3031 –
3032 –
3033 –
3034 –
3035 –
3036 –
3037 –
3038 –
3039 –
3040 –
3041 –
3042 –
3043 –
3044 –
3045 –
3046 –
3047 –
3048 –
3049 –
3050 –
3051 –
3052 –
3053 –
3054 –
3055 –
3056 –
3057 –
3058 –
3059 –
3060 –
3061 –
3062 –
3063 –
3064 –
3065 –
3066 –
3067 –
3068 –
3069 –
3070 –
3071 –
3072 –
3073 –
3074 –
3075 –
3076 –
3077 –
3078 –
3079 –
3080 –
3081 –
3082 –
3083 –
3084 –
3085 –
3086 –
3087 –
3088 –
3089 –
3090 –
3091 –
3092 –
3093 –
3094 –
3095 –
3096 –
3097 –
3098 –
3099 –
3100 –
3101 –
3102 –
3103 –
3104 –
3105 –
3106 –
3107 –
3108 –
3109 –
3110 –
3111 –
3112 –
3113 –
3114 –
3115 –
3116 –
3117 –
3118 –
3119 –
3120 –
3121 –
3122 –
3123 –
3124 –
3125 –
3126 –
3127 –
3128 –
3129 –
3130 –
3131 –
3132 –
3133 –
3134 –
3135 –
3136 –
3137 –
3138 –
3139 –
3140 –
3141 –
3142 –
3143 –
3144 –
3145 –
3146 –
3147 –
3148 –
3149 –
3150 –
3151 –
3152 –
3153 –
3154 –
3155 –
3156 –
3157 –
3158 –
3159 –
3160 –
3161 –
3162 –
3163 –
3164 –
3165 –
3166 –
3167 –
3168 –
3169 –
3170 –
3171 –
3172 –
3173 –
3174 –
3175 –
3176 –
3177 –
3178 –
3179 –
3180 –
3181 –
3182 –
3183 –
3184 –
3185 –
3186 –
3187 –
3188 –
3189 –
3190 –
3191 –
3192 –
3193 –
3194 –
3195 –
3196 –
3197 –
3198 –
3199 –
3200 –
3201 –
3202 –
3203 –
3204 –
3205 –
3206 –
3207 –
3208 –
3209 –
3210 –
3211 –
3212 –
3213 –
3214 –
3215 –
3216 –
3217 –
3218 –
3219 –
3220 –
3221 –
3222 –
3223 –
3224 –
3225 –
3226 –
3227 –
3228 –
3229 –
3230 –
3231 –
3232 –
3233 –
3234 –
3235 –
3236 –
3237 –
3238 –
3239 –
3240 –
3241 –
3242 –
3243 –
3244 –
3245 –
3246 –
3247 –
3248 –
3249 –
3250 –
3251 –
3252 –
3253 –
3254 –
3255 –
3256 –
3257 –
3258 –
3259 –
3260 –
3261 –
3262 –
3263 –
3264 –
3265 –
3266 –
3267 –
3268 –
3269 –
3270 –
3271 –
3272 –
3273 –
3274 –
3275 –
3276 –
3277 –
3278 –
3279 –
3280 –
3281 –
3282 –
3283 –
3284 –
3285 –
3286 –
3287 –
3288 –
3289 –
3290 –
3291 –
3292 –
3293 –
3294 –
3295 –
3296 –
3297 –
3298 –
3299 –
3300 –
3301 –
3302 –
3303 –
3304 –
3305 –
3306 –
3307 –
3308 –
3309 –
3310 –
3311 –
3312 –
3313 –
3314 –
3315 –
3316 –
3317 –
3318 –
3319 –
3320 –
3321 –
3322 –
3323 –
3324 –
3325 –
3326 –
3327 –
3328 –
3329 –
3330 –
3331 –
3332 –
3333 –
3334 –
3335 –
3336 –
3337 –
3338 –
3339 –
3340 –
3341 –
3342 –
3343 –
3344 –
3345 –
3346 –
3347 –
3348 –
3349 –
3350 –
3351 –
3352 –
3353 –
3354 –
3355 –
3356 –
3357 –
3358 –
3359 –
3360 –
3361 –
3362 –
3363 –
3364 –
3365 –
3366 –
3367 –
3368 –
3369 –
3370 –
3371 –
3372 –
3373 –
3374 –
3375 –
3376 –
3377 –
3378 –
3379 –
3380 –
3381 –
3382 –
3383 –
3384 –
3385 –
3386 –
3387 –
3388 –
3389 –
3390 –
3391 –
3392 –
3393 –
3394 –
3395 –
3396 –
3397 –
3398 –
3399 –
3400 –
3401 –
3402 –
3403 –
3404 –
3405 –
3406 –
3407 –
3408 –
3409 –
3410 –
3411 –
3412 –
3413 –
3414 –
3415 –
3416 –
3417 –
3418 –
3419 –
3420 –
3421 –
3422 –
3423 –
3424 –
3425 –
3426 –
3427 –
3428 –
3429 –
3430 –
3431 –
3432 –
3433 –
3434 –
3435 –
3436 –
3437 –
3438 –
3439 –
3440 –
3441 –
3442 –
3443 –
3444 –
3445 –
3446 –
3447 –
3448 –
3449 –
3450 –
3451 –
3452 –
3453 –
3454 –
3455 –
3456 –
3457 –
3458 –
3459 –
3460 –
3461 –
3462 –
3463 –
3464 –
3465 –
3466 –
3467 –
3468 –
3469 –
3470 –
3471 –
3472 –
3473 –
3474 –
3475 –
3476 –
3477 –
3478 –
3479 –
3480 –
3481 –
3482 –
3483 –
3484 –
3485 –
3486 –
3487 –
3488 –
3489 –
3490 –
3491 –
3492 –
3493 –
3494 –
3495 –
3496 –
3497 –
3498 –
3499 –
3500 –
3501 –
3502 –
3503 –
3504 –
3505 –
3506 –
3507 –
3508 –
3509 –
3510 –
3511 –
3512 –
3513 –
3514 –
3515 –
3516 –
3517 –
3518 –
3519 –
3520 –
3521 –
3522 –
3523 –
3524 –
3525 –
3526 –
3527 –
3528 –
3529 –
3530 –
3531 –
3532 –
3533 –
3534 –
3535 –
3536 –
3537 –
3538 –
3539 –
3540 –
3541 –
3542 –
3543 –
3544 –
3545 –
3546 –
3547 –
3548 –
3549 –
3550 –
3551 –
3552 –
3553 –
3554 –
3555 –
3556 –
3557 –
3558 –
3559 –
3560 –
3561 –
3562 –
3563 –
3564 –
3565 –
3566 –
3567 –
3568 –
3569 –
3570 –
3571 –
3572 –
3573 –
3574 –
3575 –
3576 –
3577 –
3578 –
3579 –
3580 –
3581 –
3582 –
3583 –
3584 –
3585 –
3586 –
3587 –
3588 –
3589 –
3590 –
3591 –
3592 –
3593 –
3594 –
3595 –
3596 –
3597 –
3598 –
3599 –
3600 –
3601 –
3602 –
3603 –
3604 –
3605 –
3606 –
3607 –
3608 –
3609 –
3610 –
3611 –
3612 –
3613 –
3614 –
3615 –
3616 –
3617 –
3618 –
3619 –
3620 –
3621 –
3622 –
3623 –
3624 –
3625 –
3626 –
3627 –
3628 –
3629 –
3630 –
3631 –
3632 –
3633 –
3634 –
3635 –
3636 –
3637 –
3638 –
3639 –
3640 –
3641 –
3642 –
3643 –
3644 –
3645 –
3646 –
3647 –
3648 –
3649 –
3650 –
3651 –
3652 –
3653 –
3654 –
3655 –
3656 –
3657 –
3658 –
3659 –
3660 –
3661 –
3662 –
3663 –
3664 –
3665 –
3666 –
3667 –
3668 –
3669 –
3670 –
3671 –
3672 –
3673 –
3674 –
3675 –
3676 –
3677 –
3678 –
3679 –
3680 –
3681 –
3682 –
3683 –
3684 –
3685 –
3686 –
3687 –
3688 –
3689 –
3690 –
3691 –
3692 –
3693 –
3694 –
3695 –
3696 –
3697 –
3698 –
3699 –
3700 –
3701 –
3702 –
3703 –
3704 –
3705 –
3706 –
3707 –
3708 –
3709 –
3710 –
3711 –
3712 –
3713 –
3714 –
3715 –
3716 –
3717 –
3718 –
3719 –
3720 –
3721 –
3722 –
3723 –
3724 –
3725 –
3726 –
3727 –
3728 –
3729 –
3730 –
3731 –
3732 –
3733 –
3734 –
3735 –
3736 –
3737 –
3738 –
3739 –
3740 –
3741 –
3742 –
3743 –
3744 –
3745 –
3746 –
3747 –
3748 –
3749 –
3750 –
3751 –
3752 –
3753 –
3754 –
3755 –
3756 –
3757 –
3758 –
3759 –
3760 –
3761 –
3762 –
3763 –
3764 –
3765 –
3766 –
3767 –
3768 –
3769 –
3770 –
3771 –
3772 –
3773 –
3774 –
3775 –
3776 –
3777 –
3778 –
3779 –
3780 –
3781 –
3782 –
3783 –
3784 –
3785 –
3786 –
3787 –
3788 –
3789 –
3790 –
3791 –
3792 –
3793 –
3794 –
3795 –
3796 –
3797 –
3798 –
3799 –
3800 –
3801 –
3802 –
3803 –
3804 –
3805 –
3806 –
3807 –
3808 –
3809 –
3810 –
3811 –
3812 –
3813 –
3814 –
3815 –
3816 –
3817 –
3818 –
3819 –
3820 –
3821 –
3822 –
3823 –
3824 –
3825 –
3826 –
3827 –
3828 –
3829 –
3830 –
3831 –
3832 –
3833 –
3834 –
3835 –
3836 –
3837 –
3838 –
3839 –
3840 –
3841 –
3842 –
3843 –
3844 –
3845 –
3846 –
3847 –
3848 –
3849 –
3850 –
3851 –
3852 –
3853 –
3854 –
3855 –
3856 –
3857 –
3858 –
3859 –
3860 –
3861 –
3862 –
3863 –
3864 –
3865 –
3866 –
3867 –
3868 –
3869 –
3870 –
3871 –
3872 –
3873 –
3874 –
3875 –
3876 –
3877 –
3878 –
3879 –
3880 –
3881 –
3882 –
3883 –
3884 –
3885 –
3886 –
3887 –
3888 –
3889 –
3890 –
3891 –
3892 –
3893 –
3894 –
3895 –
3896 –
3897 –
3898 –
3899 –
3900 –
3901 –
3902 –
3903 –
3904 –
3905 –
3906 –
3907 –
3908 –
3909 –
3910 –
3911 –
3912 –
3913 –
3914 –
3915 –
3916 –
3917 –
3918 –
3919 –
3920 –
3921 –
3922 –
3923 –
3924 –
3925 –
3926 –
3927 –
3928 –
3929 –
3930 –
3931 –
3932 –
3933 –
3934 –
3935 –
3936 –
3937 –
3938 –
3939 –
3940 –
3941 –
3942 –
3943 –
3944 –
3945 –
3946 –
3947 –
3948 –
3949 –
3950 –
3951 –
3952 –
3953 –
3954 –
3955 –
3956 –
3957 –
3958 –
3959 –
3960 –
3961 –
3962 –
3963 –
3964 –
3965 –
3966 –
3967 –
3968 –
3969 –
3970 –
3971 –
3972 –
3973 –
3974 –
3975 –
3976 –
3977 –
3978 –
3979 –
3980 –
3981 –
3982 –
3983 –
3984 –
3985 –
3986 –
3987 –
3988 –
3989 –
3990 –
3991 –
3992 –
3993 –
3994 –
3995 –
3996 –
3997 –
3998 –
3999 –
4000 –
4001 –
4002 –
4003 –
4004 –
4005 –
4006 –
4007 –
4008 –
4009 –
4010 –
4011 –
4012 –
4013 –
4014 –
4015 –
4016 –
4017 –
4018 –
4019 –
4020 –
4021 –
4022 –
4023 –
4024 –
4025 –
4026 –
4027 –
4028 –
4029 –
4030 –
4031 –
4032 –
4033 –
4034 –
4035 –
4036 –
4037 –
4038 –
4039 –
4040 –
4041 –
4042 –
4043 –
4044 –
4045 –
4046 –
4047 –
4048 –
4049 –
4050 –
4051 –
4052 –
4053 –
4054 –
4055 –
4056 –
4057 –
4058 –
4059 –
4060 –
4061 –
4062 –
4063 –
4064 –
4065 –
4066 –
4067 –
4068 –
4069 –
4070 –
4071 –
4072 –
4073 –
4074 –
4075 –
4076 –
4077 –
4078 –
4079 –
4080 –
4081 –
4082 –
4083 –
4084 –
4085 –
4086 –
4087 –
4088 –
4089 –
4090 –
4091 –
4092 –
4093 –
4094 –
4095 –
4096 –
4097 –
4098 –
4099 –
4100 –
4101 –
4102 –
4103 –
4104 –
4105 –
4106 –
4107 –
4108 –
4109 –
4110 –
4111 –
4112 –
4113 –
4114 –
4115 –
4116 –
4117 –
4118 –
4119 –
4120 –
4121 –
4122 –
4123 –
4124 –
4125 –
4126 –
4127 –
4128 –
4129 –
4130 –
4131 –
4132 –
4133 –
4134 –
4135 –
4136 –
4137 –
4138 –
4139 –
4140 –
4141 –
4142 –
4143 –
4144 –
4145 –
4146 –
4147 –
4148 –
4149 –
4150 –
4151 –
4152 –
4153 –
4154 –
4155 –
4156 –
4157 –
4158 –
4159 –
4160 –
4161 –
4162 –
4163 –
4164 –
4165 –
4166 –
4167 –
4168 –
4169 –
4170 –
4171 –
4172 –
4173 –
4174 –
4175 –
4176 –
4177 –
4178 –
4179 –
4180 –
4181 –
4182 –
4183 –
4184 –
4185 –
4186 –
4187 –
4188 –
4189 –
4190 –
4191 –
4192 –
4193 –
4194 –
4195 –
4196 –
4197 –
4198 –
4199 –
4200 –
4201 –
4202 –
4203 –
4204 –
4205 –
4206 –
4207 –
4208 –
4209 –
4210 –
4211 –
4212 –
4213 –
4214 –
4215 –
4216 –
4217 –
4218 –
4219 –
4220 –
4221 –
4222 –
4223 –
4224 –
4225 –
4226 –
4227 –
4228 –
4229 –
4230 –
4231 –
4232 –
4233 –
4234 –
4235 –
4236 –
4237 –
4238 –
4239 –
4240 –
4241 –
4242 –
4243 –
4244 –
4245 –
4246 –
4247 –
4248 –
4249 –
4250 –
4251 –
4252 –
4253 –
4254 –
4255 –
4256 –
4257 –
4258 –
4259 –
4260 –
4261 –
4262 –
4263 –
4264 –
4265 –
4266 –
4267 –
4268 –
4269 –
4270 –
4271 –
4272 –
4273 –
4274 –
4275 –
4276 –
4277 –
4278 –
4279 –
4280 –
4281 –
4282 –
4283 –
4284 –
4285 –
4286 –
4287 –
4288 –
4289 –
4290 –
4291 –
4292 –
4293 –
4294 –
4295 –
4296 –
4297 –
4298 –
4299 –
4300 –
4301 –
4302 –
4303 –
4304 –
4305 –
4306 –
4307 –
4308 –
4309 –
4310 –
4311 –
4312 –
4313 –
4314 –
4315 –
4316 –
4317 –
4318 –
4319 –
4320 –
4321 – 
4322 –
4323 –
4324 –
4325 –
4326 –
4327 –
4328 –
4329 –
4330 –
4331 –
4332 –
4333 –
4334 –
4335 –
4336 –
4337 –
4338 –
4339 –
4340 –
4341 –
4342 –
4343 –
4344 –
4345 –
4346 –
4347 –
4348 –
4349 –
4350 –
4351 –
4352 –
4353 –
4354 –
4355 –
4356 –
4357 –
4358 –
4359 –
4360 –
4361 –
4362 –
4363 –
4364 –
4365 –
4366 –
4367 –
4368 –
4369 –
4370 –
4371 –
4372 –
4373 –
4374 –
4375 –
4376 –
4377 –
4378 –
4379 –
4380 –
4381 –
4382 –
4383 –
4384 –
4385 –
4386 –
4387 –
4388 –
4389 –
4390 –
4391 –
4392 –
4393 –
4394 –
4395 –
4396 –
4397 –
4398 –
4399 –
4400 –
4401 –
4402 –
4403 –
4404 –
4405 –
4406 –
4407 –
4408 –
4409 –
4410 –
4411 –
4412 –
4413 –
4414 –
4415 –
4416 –
4417 –
4418 –
4419 –
4420 –
4421 –
4422 –
4423 –
4424 –
4425 –
4426 –
4427 –
4428 –
4429 –
4430 –
4431 –
4432 –
4433 –
4434 –
4435 –
4436 –
4437 –
4438 –
4439 –
4440 –
4441 –
4442 –
4443 –
4444 –
4445 –
4446 –
4447 –
4448 –
4449 –
4450 –
4451 –
4452 –
4453 –
4454 –
4455 –
4456 –
4457 –
4458 –
4459 –
4460 –
4461 –
4462 –
4463 –
4464 –
4465 –
4466 –
4467 –
4468 –
4469 –
4470 –
4471 –
4472 –
4473 –
4474 –
4475 –
4476 –
4477 –
4478 –
4479 –
4480 –
4481 –
4482 –
4483 –
4484 –
4485 –
4486 –
4487 –
4488 –
4489 –
4490 –
4491 –
4492 –
4493 –
4494 –
4495 –
4496 –
4497 –
4498 –
4499 –
4500 –
4501 –
4502 –
4503 –
4504 –
4505 –
4506 –
4507 –
4508 –
4509 –
4510 –
4511 –
4512 –
4513 –
4514 –
4515 –
4516 –
4517 –
4518 –
4519 –
4520 –
4521 –
4522 –
4523 –
4524 –
4525 –
4526 –
4527 –
4528 –
4529 –
4530 –
4531 –
4532 –
4533 –
4534 –
4535 –
4536 –
4537 –
4538 –
4539 –
4540 –
4541 –
4542 –
4543 –
4544 –
4545 –
4546 –
4547 –
4548 –
4549 –
4550 –
4551 –
4552 –
4553 –
4554 –
4555 –
4556 –
4557 –
4558 –
4559 –
4560 –
4561 –
4562 –
4563 –
4564 –
4565 –
4566 –
4567 –
4568 –
4569 –
4570 –
4571 –
4572 –
4573 –
4574 –
4575 –
4576 –
4577 –
4578 –
4579 –
4580 –
4581 –
4582 –
4583 –
4584 –
4585 –
4586 –
4587 –
4588 –
4589 –
4590 –
4591 –
4592 –
4593 –
4594 –
4595 –
4596 –
4597 –
4598 –
4599 –
4600 –
4601 –
4602 –
4603 –
4604 –
4605 –
4606 –
4607 –
4608 –
4609 –
4610 –
4611 –
4612 –
4613 –
4614 –
4615 –
4616 –
4617 –
4618 –
4619 –
4620 –
4621 –
4622 –
4623 –
4624 –
4625 –
4626 –
4627 –
4628 –
4629 –
4630 –
4631 –
4632 –
4633 –
4634 –
4635 –
4636 –
4637 –
4638 –
4639 –
4640 –
4641 –
4642 –
4643 –
4644 –
4645 –
4646 –
4647 –
4648 –
4649 –
4650 –
4651 –
4652 –
4653 –
4654 –
4655 –
4656 –
4657 –
4658 –
4659 –
4660 –
4661 –
4662 –
4663 –
4664 –
4665 –
4666 –
4667 –
4668 –
4669 –
4670 –
4671 –
4672 –
4673 –
4674 –
4675 –
4676 –
4677 –
4678 –
4679 –
4680 –
4681 –
4682 –
4683 –
4684 –
4685 –
4686 –
4687 –
4688 –
4689 –
4690 –
4691 –
4692 –
4693 –
4694 –
4695 –
4696 –
4697 –
4698 –
4699 –
4700 –
4701 –
4702 –
4703 –
4704 –
4705 –
4706 –
4707 –
4708 –
4709 –
4710 –
4711 –
4712 –
4713 –
4714 –
4715 –
4716 –
4717 –
4718 –
4719 –
4720 –
4721 –
4722 –
4723 –
4724 –
4725 –
4726 –
4727 –
4728 –
4729 –
4730 –
4731 –
4732 –
4733 –
4734 –
4735 –
4736 – 
4737 –
4738 –
4739 –
4740 –
4741 –
4742 –
4743 –
4744 –
4745 –
4746 –
4747 –
4748 –
4749 –
4750 –
4751 –
4752 –
4753 –
4754 –
4755 –
4756 –
4757 –
4758 –
4759 –
4760 –
4761 –
4762 –
4763 –
4764 –
4765 –
4766 –
4767 –
4768 –
4769 –
4770 –
4771 –
4772 –
4773 –
4774 –
4775 –
4776 –
4777 –
4778 –
4779 –
4780 –
4781 –
4782 –
4783 –
4784 –
4785 –
4786 –
4787 –
4788 –
4789 –
4790 –
4791 –
4792 –
4793 –
4794 –
4795 –
4796 –
4797 –
4798 –
4799 –
4800 –
4801 –
4802 –
4803 –
4804 –
4805 –
4806 –
4807 –
4808 –
4809 –
4810 –
4811 –
4812 –
4813 –
4814 –
4815 –
4816 –
4817 –
4818 –
4819 –
4820 –
4821 –
4822 –
4823 –
4824 –
4825 –
4826 –
4827 –
4828 –
4829 –
4830 –
4831 –
4832 –
4833 –
4834 –
4835 –
4836 –
4837 –
4838 –
4839 –
4840 –
4841 –
4842 –
4843 –
4844 –
4845 –
4846 –
4847 –
4848 –
4849 –
4850 –
4851 –
4852 –
4853 –
4854 –
4855 –
4856 –
4857 –
4858 –
4859 –
4860 –
4861 –
4862 –
4863 –
4864 –
4865 –
4866 –
4867 –
4868 –
4869 –
4870 –
4871 –
4872 –
4873 –
4874 –
4875 –
4876 –
4877 –
4878 –
4879 –
4880 –
4881 –
4882 –
4883 –
4884 –
4885 –
4886 –
4887 –
4888 –
4889 –
4890 –
4891 –
4892 –
4893 –
4894 –
4895 –
4896 –
4897 –
4898 –
4899 –
4900 –
4901 –
4902 –
4903 –
4904 –
4905 –
4906 –
4907 –
4908 –
4909 –
4910 –
4911 –
4912 –
4913 –
4914 –
4915 –
4916 –
4917 –
4918 –
4919 –
4920 –
4921 –
4922 –
4923 –
4924 –
4925 –
4926 –
4927 –
4928 –
4929 –
4930 –
4931 –
4932 –
4933 –
4934 –
4935 –
4936 –
4937 –
4938 –
4939 –
4940 –
4941 –
4942 –
4943 –
4944 –
4945 –
4946 –
4947 –
4948 –
4949 –
4950 –
4951 –
4952 –
4953 –
4954 –
4955 –
4956 –
4957 –
4958 –
4959 –
4960 –
4961 –
4962 –
4963 –
4964 –
4965 –
4966 –
4967 –
4968 –
4969 –
4970 –
4971 –
4972 –
4973 –
4974 –
4975 –
4976 –
4977 –
4978 –
4979 –
4980 –
4981 –
4982 –
4983 –
4984 –
4985 –
4986 –
4987 –
4988 –
4989 –
4990 –
4991 –
4992 –
4993 –
4994 –
4995 –
4996 –
4997 –
4998 –
4999 –
5000 –
5001 –
5002 –
5003 –
5004 –
5005 –
5006 –
5007 –
5008 –
5009 –
5010 –
5011 –
5012 –
5013 –
5014 –
5015 –
5016 –
5017 –
5018 –
5019 –
5020 –
5021 –
5022 –
5023 –
5024 –
5025 –
5026 –
5027 –
5028 –
5029 –
5030 –
5031 –
5032 –
5033 –
5034 –
5035 –
5036 –
5037 –
5038 –
5039 –
5040 –
5041 –
5042 –
5043 –
5044 –
5045 –
5046 –
5047 –
5048 –
5049 –
5050 –
5051 –
5052 –
5053 –
5054 –
5055 – 
5056 –
5057 –
5058 –
5059 –
5060 –
5061 –
5062 –
5063 –
5064 –
5065 –
5066 –
5067 –
5068 –
5069 –
5070 –
5071 –
5072 –
5073 –
5074 –
5075 –
5076 –
5077 –
5078 –
5079 –
5080 –
5081 –
5082 –
5083 –
5084 –
5085 –
5086 –
5087 –
5088 –
5089 –
5090 –
5091 –
5092 –
5093 –
5094 –
5095 –
5096 –
5097 –
5098 –
5099 –
5100 –
5101 –
5102 –
5103 –
5104 –
5105 –
5106 –
5107 –
5108 –
5109 –
5110 –
5111 –
5112 –
5113 –
5114 –
5115 –
5116 –
5117 –
5118 –
5119 –
5120 –
5121 –
5122 –
5123 –
5124 –
5125 –
5126 –
5127 –
5128 –
5129 –
5130 –
5131 –
5132 –
5133 –
5134 –
5135 –
5136 –
5137 –
5138 –
5139 –
5140 –
5141 –
5142 –
5143 –
5144 –
5145 –
5146 –
5147 –
5148 –
5149 –
5150 –
5151 –
5152 –
5153 –
5154 –
5155 –
5156 –
5157 –
5158 –
5159 –
5160 –
5161 –
5162 –
5163 –
5164 –
5165 –
5166 –
5167 –
5168 –
5169 –
5170 –
5171 –
5172 –
5173 –
5174 –
5175 –
5176 –
5177 –
5178 –
5179 –
5180 –
5181 –
5182 –
5183 –
5184 –
5185 –
5186 –
5187 –
5188 –
5189 –
5190 –
5191 –
5192 –
5193 –
5194 –
5195 –
5196 –
5197 –
5198 –
5199 –
5200 –
5201 –
5202 –
5203 –
5204 –
5205 –
5206 –
5207 –
5208 –
5209 –
5210 –
5211 –
5212 –
5213 –
5214 –
5215 –
5216 –
5217 –
5218 –
5219 –
5220 –
5221 –
5222 –
5223 –
5224 –
5225 –
5226 –
5227 –
5228 –
5229 –
5230 –
5231 –
5232 –
5233 –
5234 –
5235 –
5236 –
5237 –
5238 –
5239 –
5240 –
5241 –
5242 –
5243 –
5244 –
5245 –
5246 –
5247 –
5248 –
5249 –
5250 –
5251 –
5252 –
5253 –
5254 –
5255 –
5256 –
5257 –
5258 –
5259 –
5260 –
5261 –
5262 –
5263 –
5264 –
5265 –
5266 –
5267 –
5268 –
5269 –
5270 –
5271 –
5272 –
5273 –
5274 –
5275 –
5276 –
5277 –
5278 –
5279 –
5280 –
5281 –
5282 –
5283 –
5284 –
5285 –
5286 –
5287 –
5288 –
5289 –
5290 –
5291 –
5292 –
5293 –
5294 –
5295 –
5296 –
5297 –
5298 –
5299 –
5300 –
5301 –
5302 –
5303 –
5304 –
5305 –
5306 –
5307 –
5308 –
5309 –
5310 –
5311 –
5312 –
5313 –
5314 –
5315 –
5316 –
5317 –
5318 –
5319 –
5320 –
5321 –
5322 –
5323 –
5324 –
5325 –
5326 –
5327 –
5328 –
5329 –
5330 –
5331 –
5332 –
5333 –
5334 –
5335 –
5336 –
5337 –
5338 –
5339 –
5340 –
5341 –
5342 –
5343 –
5344 –
5345 –
5346 –
5347 –
5348 –
5349 –
5350 –
5351 –
5352 –
5353 –
5354 –
5355 –
5356 –
5357 –
5358 –
5359 –
5360 –
5361 –
5362 –
5363 –
5364 –
5365 –
5366 –
5367 –
5368 –
5369 –
5370 –
5371 –
5372 –
5373 –
5374 –
5375 –
5376 –
5377 –
5378 –
5379 –
5380 –
5381 –
5382 –
5383 –
5384 –
5385 –
5386 –
5387 –
5388 –
5389 –
5390 –
5391 –
5392 –
5393 –
5394 –
5395 –
5396 –
5397 –
5398 –
5399 –
5400 –
5401 –
5402 –
5403 –
5404 –
5405 –
5406 –
5407 –
5408 –
5409 –
5410 –
5411 –
5412 –
5413 –
5414 –
5415 –
5416 –
5417 –
5418 –
5419 –
5420 –
5421 –
5422 –
5423 –
5424 –
5425 –
5426 –
5427 –
5428 –
5429 –
5430 –
5431 –
5432 –
5433 –
5434 –
5435 –
5436 –
5437 –
5438 –
5439 –
5440 –
5441 –
5442 –
5443 –
5444 –
5445 –
5446 –
5447 –
5448 –
5449 –
5450 –
5451 –
5452 –
5453 –
5454 –
5455 –
5456 –
5457 –
5458 –
5459 –
5460 –
5461 –
5462 –
5463 –
5464 –
5465 –
5466 –
5467 –
5468 –
5469 –
5470 –
5471 –
5472 –
5473 –
5474 –
5475 –
5476 –
5477 –
5478 –
5479 –
5480 –
5481 –
5482 –
5483 –
5484 –
5485 –
5486 –
5487 –
5488 –
5489 –
5490 –
5491 –
5492 –
5493 –
5494 –
5495 –
5496 –
5497 –
5498 –
5499 –
5500 –
5501 –
5502 –
5503 –
5504 –
5505 –
5506 –
5507 –
5508 –
5509 –
5510 –
5511 –
5512 –
5513 –
5514 –
5515 –
5516 –
5517 –
5518 –
5519 –
5520 –
5521 –
5522 –
5523 –
5524 –
5525 –
5526 –
5527 –
5528 –
5529 –
5530 –
5531 –
5532 –
5533 –
5534 –
5535 –
5536 –
5537 –
5538 –
5539 –
5540 –
5541 –
5542 –
5543 –
5544 –
5545 –
5546 –
5547 –
5548 –
5549 –
5550 –
5551 –
5552 –
5553 –
5554 –
5555 –
5556 –
5557 –
5558 –
5559 –
5560 –
5561 –
5562 –
5563 –
5564 –
5565 –
5566 –
5567 –
5568 –
5569 –
5570 –
5571 –
5572 –
5573 –
5574 –
5575 –
5576 –
5577 –
5578 –
5579 –
5580 –
5581 –
5582 –
5583 –
5584 –
5585 –
5586 –
5587 –
5588 –
5589 –
5590 –
5591 –
5592 –
5593 –
5594 –
5595 –
5596 –
5597 –
5598 –
5599 –
5600 –
5601 –
5602 –
5603 –
5604 –
5605 –
5606 –
5607 –
5608 –
5609 –
5610 –
5611 –
5612 –
5613 –
5614 –
5615 –
5616 –
5617 –
5618 –
5619 –
5620 –
5621 –
5622 –
5623 –
5624 –
5625 –
5626 –
5627 –
5628 –
5629 –
5630 –
5631 –
5632 –
5633 –
5634 –
5635 –
5636 –
5637 –
5638 –
5639 –
5640 –
5641 –
5642 –
5643 –
5644 –
5645 –
5646 –
5647 –
5648 –
5649 –
5650 –
5651 –
5652 –
5653 –
5654 –
5655 –
5656 –
5657 –
5658 –
5659 –
5660 –
5661 –
5662 –
5663 –
5664 –
5665 –
5666 –
5667 –
5668 –
5669 –
5670 –
5671 –
5672 –
5673 –
5674 –
5675 –
5676 –
5677 –
5678 –
5679 –
5680 –
5681 –
5682 –
5683 –
5684 –
5685 –
5686 –
5687 –
5688 –
5689 –
5690 –
5691 –
5692 –
5693 –
5694 –
5695 –
5696 –
5697 –
5698 –
5699 –
5700 –
5701 –
5702 –
5703 –
5704 –
5705 –
5706 –
5707 –
5708 –
5709 –
5710 –
5711 –
5712 –
5713 –
5714 –
5715 –
5716 –
5717 –
5718 –
5719 –
5720 –
5721 –
5722 –
5723 –
5724 –
5725 –
5726 –
5727 –
5728 –
5729 –
5730 –
5731 –
5732 –
5733 –
5734 –
5735 –
5736 –
5737 –
5738 –
5739 –
5740 –
5741 –
5742 –
5743 –
5744 –
5745 –
5746 –
5747 –
5748 –
5749 –
5750 –
5751 –
5752 –
5753 –
5754 –
5755 –
5756 –
5757 –
5758 –
5759 –
5760 –
5761 –
5762 –
5763 –
5764 –
5765 –
5766 –
5767 –
5768 –
5769 –
5770 –
5771 –
5772 –
5773 –
5774 –
5775 –
5776 –
5777 –
5778 –
5779 –
5780 –
5781 –
5782 –
5783 –
5784 –
5785 –
5786 –
5787 –
5788 –
5789 –
5790 –
5791 –
5792 –
5793 –
5794 –
5795 –
5796 –
5797 –
5798 –
5799 –
5800 –
5801 –
5802 –
5803 –
5804 –
5805 –
5806 –
5807 –
5808 –
5809 –
5810 –
5811 –
5812 –
5813 –
5814 –
5815 –
5816 –
5817 –
5818 –
5819 –
5820 –
5821 –
5822 –
5823 –
5824 –
5825 –
5826 –
5827 –
5828 –
5829 –
5830 –
5831 –
5832 –
5833 –
5834 –
5835 –
5836 –
5837 –
5838 –
5839 –
5840 –
5841 –
5842 –
5843 –
5844 –
5845 –
5846 –
5847 –
5848 –
5849 –
5850 –
5851 –
5852 –
5853 –
5854 –
5855 –
5856 –
5857 –
5858 –
5859 –
5860 –
5861 –
5862 –
5863 –
5864 –
5865 –
5866 –
5867 –
5868 –
5869 –
5870 –
5871 –
5872 –
5873 –
5874 –
5875 –
5876 –
5877 –
5878 –
5879 –
5880 –
5881 –
5882 –
5883 –
5884 –
5885 –
5886 –
5887 –
5888 –
5889 –
5890 –
5891 –
5892 –
5893 –
5894 –
5895 –
5896 –
5897 –
5898 –
5899 –
5900 –
5901 –
5902 –
5903 –
5904 – 
5905 –
5906 –
5907 –
5908 –
5909 –
5910 –
5911 –
5912 –
5913 –
5914 –
5915 –
5916 –
5917 –
5918 –
5919 –
5920 –
5921 –
5922 –
5923 –
5924 –
5925 –
5926 –
5927 –
5928 –
5929 –
5930 –
5931 –
5932 –
5933 –
5934 –
5935 –
5936 –
5937 –
5938 –
5939 –
5940 –
5941 –
5942 –
5943 –
5944 –
5945 –
5946 –
5947 –
5948 –
5949 –
5950 –
5951 –
5952 –
5953 –
5954 –
5955 –
5956 –
5957 –
5958 –
5959 –
5960 –
5961 –
5962 –
5963 –
5964 –
5965 –
5966 –
5967 –
5968 –
5969 –
5970 –
5971 –
5972 –
5973 –
5974 –
5975 –
5976 –
5977 –
5978 –
5979 –
5980 –
5981 –
5982 –
5983 –
5984 –
5985 –
5986 –
5987 –
5988 –
5989 –
5990 –
5991 –
5992 –
5993 –
5994 –
5995 –
5996 –
5997 –
5998 –
5999 –
6000 –
6001 –
6002 –
6003 –
6004 –
6005 –
6006 –
6007 –
6008 –
6009 –
6010 –
6011 –
6012 –
6013 –
6014 –
6015 –
6016 –
6017 –
6018 –
6019 –
6020 –
6021 –
6022 –
6023 –
6024 –
6025 –
6026 –
6027 –
6028 –
6029 –
6030 –
6031 –
6032 –
6033 –
6034 –
6035 –
6036 –
6037 –
6038 –
6039 –
6040 –
6041 –
6042 –
6043 –
6044 –
6045 –
6046 –
6047 –
6048 –
6049 –
6050 –
6051 –
6052 –
6053 –
6054 –
6055 –
6056 –
6057 –
6058 –
6059 –
6060 –
6061 –
6062 –
6063 –
6064 –
6065 –
6066 –
6067 –
6068 –
6069 –
6070 –
6071 –
6072 –
6073 –
6074 –
6075 –
6076 –
6077 –
6078 –
6079 –
6080 –
6081 –
6082 –
6083 –
6084 –
6085 –
6086 –
6087 –
6088 –
6089 –
6090 –
6091 –
6092 –
6093 –
6094 –
6095 –
6096 –
6097 –
6098 –
6099 –
6100 –
6101 –
6102 –
6103 –
6104 –
6105 –
6106 –
6107 –
6108 –
6109 –
6110 –
6111 –
6112 –
6113 –
6114 –
6115 –
6116 –
6117 –
6118 –
6119 –
6120 –
6121 –
6122 –
6123 –
6124 –
6125 –
6126 –
6127 –
6128 –
6129 –
6130 –
6131 –
6132 –
6133 –
6134 –
6135 –
6136 –
6137 –
6138 –
6139 –
6140 –
6141 –
6142 –
6143 –
6144 –
6145 –
6146 –
6147 –
6148 –
6149 –
6150 –
6151 –
6152 –
6153 –
6154 –
6155 –
6156 –
6157 –
6158 –
6159 –
6160 –
6161 –
6162 –
6163 –
6164 –
6165 –
6166 –
6167 –
6168 –
6169 –
6170 –
6171 –
6172 –
6173 –
6174 –
6175 –
6176 –
6177 –
6178 –
6179 –
6180 –
6181 –
6182 –
6183 –
6184 –
6185 –
6186 –
6187 –
6188 –
6189 –
6190 –
6191 –
6192 –
6193 –
6194 –
6195 –
6196 –
6197 –
6198 –
6199 –
6200 –
6201 –
6202 –
6203 –
6204 –
6205 –
6206 –
6207 –
6208 –
6209 –
6210 –
6211 –
6212 –
6213 –
6214 –
6215 –
6216 –
6217 –
6218 –
6219 –
6220 –
6221 –
6222 –
6223 –
6224 –
6225 –
6226 –
6227 –
6228 –
6229 –
6230 –
6231 –
6232 –
6233 –
6234 –
6235 –
6236 –
6237 –
6238 –
6239 –
6240 –
6241 –
6242 –
6243 –
6244 –
6245 –
6246 –
6247 –
6248 –
6249 –
6250 –
6251 –
6252 –
6253 –
6254 –
6255 –
6256 –
6257 –
6258 –
6259 –
6260 –
6261 –
6262 –
6263 –
6264 –
6265 –
6266 –
6267 –
6268 –
6269 –
6270 –
6271 –
6272 –
6273 –
6274 –
6275 –
6276 –
6277 –
6278 –
6279 –
6280 –
6281 –
6282 –
6283 –
6284 –
6285 –
6286 –
6287 –
6288 –
6289 –
6290 –
6291 –
6292 –
6293 –
6294 –
6295 –
6296 –
6297 –
6298 –
6299 –
6300 –
6301 –
6302 –
6303 –
6304 –
6305 –
6306 –
6307 –
6308 –
6309 –
6310 –
6311 –
6312 –
6313 –
6314 –
6315 –
6316 –
6317 –
6318 –
6319 –
6320 –
6321 –
6322 –
6323 –
6324 –
6325 –
6326 –
6327 –
6328 –
6329 –
6330 –
6331 –
6332 –
6333 –
6334 –
6335 –
6336 –
6337 –
6338 –
6339 –
6340 –
6341 –
6342 –
6343 –
6344 –
6345 –
6346 –
6347 –
6348 –
6349 –
6350 –
6351 –
6352 –
6353 –
6354 –
6355 –
6356 –
6357 –
6358 –
6359 –
6360 –
6361 –
6362 –
6363 –
6364 –
6365 –
6366 –
6367 –
6368 –
6369 –
6370 –
6371 –
6372 –
6373 –
6374 –
6375 –
6376 –
6377 –
6378 –
6379 –
6380 –
6381 –
6382 –
6383 –
6384 –
6385 –
6386 –
6387 –
6388 –
6389 –
6390 –
6391 –
6392 –
6393 –
6394 –
6395 –
6396 –
6397 –
6398 –
6399 –
6400 –
6401 –
6402 –
6403 –
6404 –
6405 –
6406 –
6407 –
6408 –
6409 –
6410 –
6411 –
6412 –
6413 –
6414 –
6415 –
6416 –
6417 –
6418 –
6419 –
6420 –
6421 –
6422 –
6423 –
6424 –
6425 –
6426 –
6427 –
6428 –
6429 –
6430 –
6431 –
6432 –
6433 –
6434 –
6435 –
6436 –
6437 –
6438 –
6439 –
6440 –
6441 –
6442 –
6443 –
6444 –
6445 –
6446 –
6447 –
6448 –
6449 –
6450 –
6451 –
6452 –
6453 –
6454 –
6455 –
6456 –
6457 –
6458 –
6459 –
6460 –
6461 –
6462 –
6463 –
6464 –
6465 –
6466 –
6467 –
6468 –
6469 –
6470 –
6471 –
6472 –
6473 –
6474 –
6475 –
6476 –
6477 –
6478 –
6479 –
6480 –
6481 –
6482 –
6483 –
6484 –
6485 –
6486 –
6487 –
6488 –
6489 –
6490 –
6491 –
6492 –
6493 –
6494 –
6495 –
6496 –
6497 –
6498 –
6499 –
6500 –
6501 –
6502 –
6503 –
6504 –
6505 –
6506 –
6507 –
6508 –
6509 –
6510 –
6511 –
6512 –
6513 –
6514 –
6515 –
6516 –
6517 –
6518 –
6519 –
6520 –
6521 –
6522 –
6523 –
6524 –
6525 –
6526 –
6527 –
6528 –
6529 –
6530 –
6531 –
6532 – 
6533 –
6534 –
6535 –
6536 –
6537 – 
6538 –
6539 –
6540 –
6541 –
6542 –
6543 – 
6544 –
6545 –
6546 –
6547 –
6548 –
6549 –
6550 –
6551 –
6552 –
6553 –
6554 –
6555 –
6556 –
6557 –
6558 –
6559 –
6560 –
6561 –
6562 –
6563 –
6564 –
6565 –
6566 –
6567 –
6568 –
6569 –
6570 –
6571 –
6572 –
6573 –
6574 –
6575 –
6576 –
6577 –
6578 –
6579 –
6580 –
6581 –
6582 –
6583 –
6584 –
6585 –
6586 –
6587 –
6588 –
6589 –
6590 –
6591 –
6592 –
6593 –
6594 –
6595 –
6596 –
6597 –
6598 –
6599 –
6600 –
6601 –
6602 –
6603 –
6604 –
6605 –
6606 –
6607 –
6608 –
6609 –
6610 –
6611 – 
6612 –
6613 –
6614 –
6615 –
6616 –
6617 –
6618 –
6619 –
6620 –
6621 –
6622 –
6623 –
6624 –
6625 –
6626 –
6627 –
6628 –
6629 –
6630 –
6631 –
6632 –
6633 –
6634 –
6635 –
6636 –
6637 –
6638 –
6639 –
6640 –
6641 –
6642 –
6643 –
6644 –
6645 –
6646 –
6647 –
6648 –
6649 –
6650 –
6651 –
6652 –
6653 –
6654 –
6655 –
6656 –
6657 –
6658 –
6659 –
6660 –
6661 –
6662 –
6663 –
6664 –
6665 –
6666 –
6667 –
6668 –
6669 –
6670 –
6671 –
6672 –
6673 –
6674 –
6675 –
6676 –
6677 –
6678 –
6679 –
6680 –
6681 –
6682 –
6683 –
6684 –
6685 –
6686 –
6687 –
6688 –
6689 –
6690 –
6691 –
6692 –
6693 –
6694 –
6695 –
6696 –
6697 –
6698 –
6699 –
6700 –
6701 –
6702 –
6703 –
6704 –
6705 –
6706 –
6707 –
6708 –
6709 –
6710 –
6711 –
6712 –
6713 –
6714 –
6715 –
6716 –
6717 –
6718 –
6719 –
6720 – 
6721 –
6722 –
6723 –
6724 –
6725 –
6726 –
6727 –
6728 –
6729 –
6730 –
6731 –
6732 –
6733 –
6734 –
6735 –
6736 –
6737 –
6738 –
6739 –
6740 –
6741 –
6742 –
6743 –
6744 –
6745 –
6746 –
6747 –
6748 –
6749 –
6750 –
6751 –
6752 –
6753 –
6754 –
6755 –
6756 –
6757 –
6758 –
6759 –
6760 –
6761 –
6762 –
6763 –
6764 –
6765 –
6766 –
6767 –
6768 –
6769 –
6770 –
6771 –
6772 –
6773 –
6774 –
6775 –
6776 –
6777 –
6778 –
6779 –
6780 –
6781 –
6782 –
6783 –
6784 –
6785 –
6786 –
6787 –
6788 –
6789 –
6790 –
6791 –
6792 –
6793 –
6794 –
6795 –
6796 –
6797 –
6798 –
6799 –
6800 –
6801 –
6802 –
6803 –
6804 –
6805 –
6806 –
6807 –
6808 –
6809 –
6810 –
6811 –
6812 –
6813 –
6814 –
6815 –
6816 –
6817 –
6818 –
6819 –
6820 –
6821 –
6822 –
6823 –
6824 –
6825 –
6826 –
6827 –
6828 –
6829 –
6830 –
6831 –
6832 –
6833 –
6834 –
6835 –
6836 –
6837 –
6838 –
6839 –
6840 –
6841 –
6842 –
6843 –
6844 –
6845 –
6846 –
6847 –
6848 –
6849 –
6850 –
6851 –
6852 –
6853 – 
6854 –
6855 –
6856 –
6857 –
6858 –
6859 –
6860 –
6861 –
6862 –
6863 –
6864 –
6865 –
6866 –
6867 –
6868 –
6869 –
6870 –
6871 –
6872 –
6873 –
6874 –
6875 –
6876 –
6877 –
6878 –
6879 –
6880 –
6881 –
6882 –
6883 –
6884 –
6885 –
6886 –
6887 –
6888 –
6889 –
6890 –
6891 –
6892 –
6893 –
6894 –
6895 –
6896 –
6897 –
6898 –
6899 –
6900 –
6901 –
6902 –
6903 –
6904 –
6905 –
6906 –
6907 –
6908 –
6909 –
6910 –
6911 –
6912 –
6913 –
6914 –
6915 –
6916 –
6917 –
6918 –
6919 –
6920 –
6921 –
6922 –
6923 –
6924 –
6925 –
6926 –
6927 –
6928 –
6929 –
6930 –
6931 –
6932 –
6933 –
6934 –
6935 –
6936 –
6937 –
6938 –
6939 –
6940 –
6941 –
6942 –
6943 –
6944 –
6945 –
6946 –
6947 –
6948 –
6949 –
6950 –
6951 –
6952 –
6953 –
6954 –
6955 –
6956 –
6957 –
6958 –
6959 –
6960 –
6961 –
6962 –
6963 –
6964 –
6965 –
6966 –
6967 –
6968 –
6969 –
6970 –
6971 –
6972 –
6973 –
6974 –
6975 –
6976 –
6977 –
6978 –
6979 –
6980 –
6981 –
6982 –
6983 –
6984 –
6985 –
6986 –
6987 –
6988 –
6989 –
6990 –
6991 –
6992 –
6993 –
6994 –
6995 –
6996 –
6997 –
6998 –
6999 –
7000 – 
7001 –
7002 –
7003 –
7004 –
7005 –
7006 –
7007 –
7008 –
7009 –
7010 –
7011 –
7012 –
7013 –
7014 –
7015 –
7016 –
7017 –
7018 –
7019 –
7020 –
7021 –
7022 –
7023 –
7024 –
7025 –
7026 –
7027 –
7028 –
7029 –
7030 –
7031 –
7032 –
7033 –
7034 –
7035 –
7036 –
7037 –
7038 –
7039 –
7040 –
7041 –
7042 –
7043 –
7044 –
7045 –
7046 –
7047 –
7048 –
7049 –
7050 –
7051 –
7052 –
7053 –
7054 –
7055 –
7056 –
7057 –
7058 –
7059 –
7060 –
7061 –
7062 –
7063 –
7064 –
7065 –
7066 –
7067 –
7068 –
7069 –
7070 –
7071 –
7072 –
7073 –
7074 –
7075 –
7076 –
7077 –
7078 –
7079 –
7080 –
7081 –
7082 –
7083 –
7084 –
7085 –
7086 –
7087 –
7088 –
7089 –
7090 –
7091 –
7092 –
7093 –
7094 –
7095 –
7096 –
7097 –
7098 –
7099 –
7100 –
7101 –
7102 –
7103 –
7104 –
7105 –
7106 –
7107 –
7108 –
7109 –
7110 –
7111 –
7112 –
7113 –
7114 –
7115 –
7116 –
7117 –
7118 –
7119 –
7120 –
7121 –
7122 –
7123 –
7124 –
7125 –
7126 –
7127 –
7128 –
7129 –
7130 –
7131 –
7132 –
7133 –
7134 –
7135 –
7136 –
7137 –
7138 –
7139 –
7140 –
7141 –
7142 –
7143 –
7144 –
7145 –
7146 –
7147 –
7148 –
7149 –
7150 –
7151 –
7152 –
7153 –
7154 –
7155 –
7156 –
7157 –
7158 –
7159 –
7160 –
7161 –
7162 –
7163 –
7164 –
7165 –
7166 –
7167 –
7168 –
7169 –
7170 –
7171 –
7172 –
7173 –
7174 –
7175 –
7176 –
7177 –
7178 –
7179 –
7180 –
7181 –
7182 –
7183 –
7184 –
7185 –
7186 –
7187 –
7188 –
7189 –
7190 –
7191 –
7192 –
7193 –
7194 –
7195 –
7196 –
7197 –
7198 –
7199 –
7200 –
7201 –
7202 –
7203 –
7204 –
7205 –
7206 –
7207 –
7208 –
7209 –
7210 –
7211 –
7212 –
7213 –
7214 –
7215 –
7216 –
7217 –
7218 –
7219 –
7220 –
7221 –
7222 –
7223 –
7224 –
7225 –
7226 –
7227 –
7228 –
7229 –
7230 –
7231 –
7232 –
7233 –
7234 –
7235 –
7236 –
7237 –
7238 –
7239 –
7240 –
7241 –
7242 –
7243 –
7244 –
7245 –
7246 –
7247 –
7248 –
7249 –
7250 –
7251 –
7252 –
7253 –
7254 –
7255 –
7256 –
7257 –
7258 –
7259 –
7260 –
7261 –
7262 –
7263 –
7264 –
7265 –
7266 –
7267 –
7268 –
7269 –
7270 –
7271 –
7272 –
7273 –
7274 –
7275 –
7276 –
7277 –
7278 –
7279 –
7280 –
7281 –
7282 –
7283 –
7284 –
7285 –
7286 –
7287 –
7288 –
7289 –
7290 –
7291 –
7292 –
7293 –
7294 –
7295 –
7296 –
7297 –
7298 –
7299 –
7300 –
7301 –
7302 –
7303 –
7304 –
7305 –
7306 –
7307 –
7308 –
7309 –
7310 –
7311 –
7312 –
7313 –
7314 –
7315 –
7316 –
7317 –
7318 –
7319 –
7320 –
7321 –
7322 –
7323 –
7324 –
7325 –
7326 –
7327 –
7328 –
7329 –
7330 –
7331 –
7332 –
7333 –
7334 –
7335 –
7336 –
7337 –
7338 –
7339 –
7340 –
7341 –
7342 –
7343 –
7344 –
7345 –
7346 –
7347 –
7348 –
7349 –
7350 –
7351 –
7352 –
7353 –
7354 –
7355 –
7356 –
7357 –
7358 –
7359 –
7360 –
7361 –
7362 –
7363 –
7364 –
7365 –
7366 –
7367 –
7368 –
7369 –
7370 –
7371 –
7372 –
7373 –
7374 –
7375 –
7376 –
7377 –
7378 –
7379 –
7380 –
7381 –
7382 –
7383 –
7384 –
7385 –
7386 –
7387 –
7388 –
7389 –
7390 –
7391 –
7392 –
7393 –
7394 –
7395 –
7396 –
7397 –
7398 –
7399 –
7400 –
7401 –
7402 –
7403 –
7404 –
7405 –
7406 –
7407 –
7408 –
7409 –
7410 –
7411 –
7412 –
7413 –
7414 –
7415 –
7416 –
7417 –
7418 –
7419 –
7420 –
7421 –
7422 –
7423 –
7424 –
7425 –
7426 –
7427 –
7428 –
7429 –
7430 –
7431 –
7432 –
7433 –
7434 –
7435 –
7436 –
7437 –
7438 –
7439 –
7440 –
7441 –
7442 –
7443 –
7444 –
7445 –
7446 –
7447 –
7448 –
7449 –
7450 –
7451 –
7452 –
7453 –
7454 –
7455 –
7456 –
7457 –
7458 –
7459 –
7460 –
7461 –
7462 –
7463 –
7464 –
7465 –
7466 –
7467 –
7468 –
7469 –
7470 –
7471 –
7472 –
7473 –
7474 –
7475 –
7476 –
7477 –
7478 –
7479 –
7480 –
7481 –
7482 –
7483 –
7484 –
7485 –
7486 –
7487 –
7488 –
7489 –
7490 –
7491 –
7492 –
7493 –
7494 –
7495 –
7496 –
7497 –
7498 –
7499 –
7500 –
7501 –
7502 –
7503 –
7504 –
7505 –
7506 –
7507 –
7508 –
7509 –
7510 –
7511 –
7512 –
7513 –
7514 –
7515 –
7516 –
7517 –
7518 –
7519 –
7520 –
7521 –
7522 –
7523 –
7524 –
7525 –
7526 –
7527 –
7528 –
7529 –
7530 –
7531 –
7532 –
7533 –
7534 –
7535 –
7536 –
7537 –
7538 –
7539 –
7540 –
7541 –
7542 –
7543 –
7544 –
7545 –
7546 –
7547 –
7548 –
7549 –
7550 –
7551 –
7552 –
7553 –
7554 –
7555 –
7556 –
7557 –
7558 –
7559 –
7560 –
7561 –
7562 –
7563 –
7564 –
7565 –
7566 –
7567 –
7568 –
7569 –
7570 –
7571 –
7572 –
7573 –
7574 –
7575 –
7576 –
7577 –
7578 –
7579 –
7580 –
7581 –
7582 –
7583 –
7584 –
7585 –
7586 –
7587 –
7588 –
7589 –
7590 –
7591 –
7592 –
7593 –
7594 –
7595 –
7596 –
7597 –
7598 –
7599 –
7600 –
7601 –
7602 –
7603 –
7604 –
7605 –
7606 –
7607 –
7608 –
7609 –
7610 –
7611 –
7612 –
7613 –
7614 –
7615 –
7616 –
7617 –
7618 –
7619 –
7620 –
7621 –
7622 –
7623 –
7624 –
7625 –
7626 –
7627 –
7628 –
7629 –
7630 –
7631 –
7632 –
7633 –
7634 –
7635 –
7636 –
7637 –
7638 –
7639 –
7640 –
7641 –
7642 –
7643 –
7644 –
7645 –
7646 –
7647 –
7648 –
7649 –
7650 –
7651 –
7652 –
7653 –
7654 –
7655 –
7656 –
7657 –
7658 –
7659 –
7660 –
7661 –
7662 –
7663 –
7664 –
7665 –
7666 –
7667 –
7668 –
7669 –
7670 –
7671 –
7672 –
7673 –
7674 –
7675 –
7676 –
7677 –
7678 –
7679 –
7680 –
7681 –
7682 –
7683 –
7684 –
7685 –
7686 –
7687 –
7688 –
7689 –
7690 –
7691 –
7692 –
7693 –
7694 –
7695 –
7696 –
7697 –
7698 –
7699 –
7700 –
7701 –
7702 –
7703 –
7704 –
7705 –
7706 –
7707 –
7708 –
7709 –
7710 –
7711 –
7712 –
7713 –
7714 –
7715 –
7716 –
7717 –
7718 –
7719 –
7720 –
7721 –
7722 –
7723 –
7724 –
7725 –
7726 –
7727 –
7728 –
7729 –
7730 –
7731 –
7732 –
7733 –
7734 –
7735 –
7736 –
7737 –
7738 –
7739 –
7740 –
7741 –
7742 –
7743 –
7744 –
7745 –
7746 –
7747 –
7748 –
7749 –
7750 –
7751 –
7752 –
7753 –
7754 –
7755 –
7756 –
7757 –
7758 –
7759 –
7760 –
7761 –
7762 –
7763 –
7764 –
7765 –
7766 –
7767 –
7768 –
7769 –
7770 –
7771 –
7772 –
7773 –
7774 –
7775 –
7776 –
7777 –
7778 –
7779 –
7780 –
7781 –
7782 –
7783 –
7784 –
7785 –
7786 –
7787 –
7788 –
7789 –
7790 –
7791 –
7792 –
7793 –
7794 –
7795 –
7796 –
7797 –
7798 –
7799 –
7800 –
7801 –
7802 –
7803 –
7804 –
7805 –
7806 –
7807 –
7808 –
7809 –
7810 –
7811 –
7812 –
7813 –
7814 –
7815 –
7816 –
7817 –
7818 –
7819 –
7820 –
7821 –
7822 –
7823 –
7824 –
7825 –
7826 –
7827 –
7828 –
7829 –
7830 –
7831 –
7832 –
7833 –
7834 –
7835 –
7836 –
7837 –
7838 –
7839 –
7840 –
Ni Rib –
Nicholson, Seth Barnes –
Nicholson (Lunin krater) –
Nicholson (Marsov krater) –
Nicholson Regio –
ničelni poldnevnik – 
nihajoče vesolje –
Niidžima, Cuneo –
Niks –
Nilson, Peter –
nizozemski daljnogled –
nizki Zemeljski tir –
NOAO –
Noether, Emmy –
Nordijska skupina –
notranji planet –
notranji rdeči premik –
nova –
Novi splošni katalog – 
nutacija –
nutacija v longitudi –
Nyrén, Magnus –

## O
obhodna doba – 
obhodni čas –
Oberon –
objektiv –
oblak jat galaksij –
oblika Vesolja –
območje H I –
območje H II –
obročasta galaksija –
Obročasta meglica –
observatorij –
Observatorij Allegheny –
Observatorij Altona –
Observatorij Alžir –
Observatorij Arecibo –
Observatorij Asiago – 
Observatorij Bazovica –
Observatorij Berlin –
Observatorij Berlin-Babelsberg –
Observatorij Bordeaux –
Observatorij Breslau –
Observatorij Cambridge –
Observatorij Campo Imperatore –
Observatorij Capo di Monte – 
Observatorij Cluj –
Observatorij Črni Vrh –
Observatorij Davida Dunlapa –
Observatorij Dunaj –
Observatorij Foothill –
Observatorij Gaočeng –
Observatorij Goetheja Linka –
Observatorij Göttingen –
Observatorij Greenwich – 
Observatorij Heidelberg – 
Observatorij Hvar –
Observatorij Juvisy –
Observatorij Keck –
Observatorij Kjoto –
Observatorij Kleť –
Observatorij Kobenhaven –
Observatorij Kolidža Harvard –
Observatorij Königsberg –
Observatorij Königstuhl –
Observatorij La Silla –
Observatorij Ladd –
Observatorij Las Campanas –
Observatorij Leiden –
Observatorij Leuschner – 
Observatorij Lick – 
Observatorij Lizbona –
Observatorij Lowell – 
Observatorij Manheim –
Observatorij Marseille –
Observatorij McDonald –
Observatorij Meudon –
Observatorij Midi-Pireneji –
Observatorij Modra –
Observatorij Mount Laguna –
Observatorij Mount Palomar –
Observatorij Mount Stromlo –
Observatorij Mount Wilson –
Observatorij Nica –
Observatorij Nihondaira –
Observatorij Ondřejov –
Observatorij Padova – 
Observatorij Pariz –
Observatorij Potsdam –
Observatorij Pulkovo –
Observatorij Reedy Creek –
Observatorij Roque de los Muchachos –
Observatorij Seeberg –
Observatorij Siding Spring –
Observatorij Simeiz –
Observatorij Skalnaté Pleso –
Observatorij Sproul –
Observatorij Strasbourg –
Observatorij Tartu –
Observatorij Tičan –
Observatorij Tuorla –
Observatorij Union –
Observatorij Univerze York –
Observatorij Višnjan –
Observatorij Yerkes – 
obzorje –
obzornica –
obzvezdna snov –
odbojnost – 
odklon svetlobnega žarka v težnostnem polju –
odprta zvezdna kopica – 
odsončje –
odzemlje –
Ofelija –
ogljik –
ogljikova zvezda –
Ogrinc, Viljem –
Oinopid –
Oja, Tarmo –
Oko volka –
Oktant –
okular –
okultacija –
Olbers, Heinrich Wilhelm Mathias –
Olbersov paradoks –
Oltar –
Jan Hendrik Oort –
Oortov oblak –
opazljivo vesolje –
opazovalec –
opazovališče –
opazovalna astronomija –
opazovalni sistem –
opazovanje satelitov –
Öpik, Ernst Julius –
opozicija –
optika –
optično dvozvezdje –
oranžna pritlikavka –
orbita –
orbitalna perioda –
orbitalna precesija – 
orbitalna resonanca –
orbitalni elementi – 
Orel –
Oresme, Nicole –
Orion –
Orionov kompleks molekularnih oblakov –
Orionova meglica –
Orionova zvezdna združba –
Orionove spremenljivke –
orjakinja –
orjaški planet –
Ortozija –
oskulacijski elementi tira –
oskulacijski tir –
Osončje –
osrednje telo – 
ostanek nove –
ostanek supernove –
Osterbrock, Donald Edward –
Ostriker, Jeremiah Paul –
osvetljenost –
Oterma, Liisi –
Oughtred, William –
Oven –
ozračje – 
ozvezdje –

## P
Paczyński, Bohdan –
Pagel, Bernard Ephraim Julius –
Pajdušáková, Ľudmila –
Palena –
Paaliak –
Palisa, Johann –
Palomarski pregled neba –
Pan –
Pandora –
Pannekoek, Antonie –
Pannonius, Janus –
parabolični tir –
paradoks dvojčkov –
paradoks ur –
paralaksa –
paralaktični kot –
parametri tira – 
parcialni mrk – 
Parker, Eugene Newman –
parsek –
Pasifaja –
Pasifajina skupina –
Pasiteja –
Paskvić, Ivan –
pastirski satelit –
Patry, André –
Pav –
Payne-Gapoškin, Cecilia –
Peacock, John Andrew –
Peale, Stanton Jerrold –
Pease, Francis Gladheine –
Peč –
Peebles, Philip James Edwin –
Pegaz –
Peirce, Benjamin –
Peiresc, Nicolas-Claude Fabri de –
pekuliarna galaksija –
periapsida –
periastron –
Péridier, Julien –
perigej –
perihelij –
perijovij –
perilunij –
perimelasma –
periselenij – 
perioda –
periodični komet –
Perlah, Andrej –
Perrine, Charles Dillon –
Perrotin, Henri Joseph Anastase –
Perzej –
perzijski koledar –
peščena ura –
Peters, Carl Friedrich Wilhelm –
Peters, Christian August Friedrich –
Peters, Christian Heinrich Friedrich –
Pettit, Edison –
Peurbach, Georg Aunpekh von –
PGC 212475 –
Pi Rib –
Piazzi, Giuseppe –
Picard, Jean-Felix –
Pickering, Edward Charles –
Pickering, William Henry –
Pilar, Đuro –
Pipa –
Pitagora –
Pitagorov izrek –
Piteas –
Plait, Phil –
planet –
Planet Hunters –
planet X – 
planetarna geologija –
planetarna meglica –
Planetarna meglica M2-9 –
planetarna precesija – 
planetarni sistem – 
planetek –
planetezimal –
planeti v znanstveni fantastiki –
planetna meglica – 
planetne faze –
planetni obroč –
planetni prstan – 
planetni sestav –
planetni sistem – 
planetoid –
planetologija –
Plaskett, Harry Hemley –
Plaskett, John Stanley –
Plejade – 
plimna priklenitev –
plimska sila –
plimski pospešek –
plinski orjak – 
plinski velikan – 
plutino –
plutoid –
Pluton –
podkvasti tir –
podmilimetrska astronomija –
podnožišče –
podobzornica –
podorbitalni vesoljski polet –
podorjakinja – 
Pogson, Norman Robert –
poimenovanje astronomskih teles –
poimenovanje spremenljivk –
poimenovanje zvezd –
Poincaré, Henri –
Poisson, Siméon-Denis –
Poissonova enačba –
pojav Jarkovskega –
pojav JORP –
Polara – 
Polaris – 
polarna razdalja –
polarni curek –
Polarnica – 
polarni sij –
poldne –
poldnevnik –
poletje –
poletni čas –
Poletni trikotnik –
poletni obrat – 
poletni Sončev obrat – 
Polidevk –
polločeno dvozvezdje –
polna Luna – 
polnoč –
položajna astronomija –
polpravilna spremenljivka –
polsenca –
Poluks –
pomeni imen asteroidov –
pomeni imen asteroidov: 1–500 –
pomeni imen asteroidov: 501–1000 –
pomeni imen asteroidov: 1001–1500 –
pomeni imen asteroidov: 1501–2000 –
pomeni imen asteroidov: 2001–2500 –
pomeni imen asteroidov: 2501–3000 –
pomeni imen asteroidov: 3001–3500 –
pomeni imen asteroidov: 3501–4000 –
pomeni imen asteroidov: 4001–4500 –
pomeni imen asteroidov: 4501–5000 –
pomlad –
pomladansko enakonočje – 
pomladišče – 
pomladna pika – 
pomladno enakonočje – 
Pomorski observatorij ZDA –
Pond, John –
Pons, Jean-Louis –
popolni mrk –
populacijski indeks meteorjev –
Popular Astronomy –
Portia –
posebna teorija relativnosti –
Posidonij –
pospešeno širjenje Vesolja –
površinska težnost –
potencialni nevarni asteroid –
Pounds, Kenneth Alwyne –
Powalky, Karl Rudolph –
Poynting-Robertsonov pojav –
praeksplozija – 
Praksidika –
prameter –
prapok –
prasevanje –
prašni disk –
prava anomalija –
pravi elementi tira –
pravi Sončev dan – 
prazgodovinska astronomija –
praznina – 
precesija –
precesija enakonočij –
precesija Zemljine vrtilne osi – 
Precipa –
prehod – 
prehod Merkurja –
prehod Venere –
prehodni planet –
prekrivalno dvozvezdje –
Pritchard, Charles –
prilagodljiva optika – 
primordialna črna luknja – 
prisončje –
pritlikava galaksija –
pritlikava eliptična galaksija –
pritlikava nepravilna galaksija –
pritlikava sferoidna galaksija –
pritlikava spiralna galaksija –
pritlikava nova –
pritlikava zvezda – 
pritlikavi planet –
prizemlje –
problem dveh teles –
problem štirih teles –
problem treh teles –
problem več teles –
problem vrtenja galaksij –
Proctor, Richard Anthony –
progradno gibanje – 
Prokijon –
Proksima Kentavra –
Prometej –
Prosen, Marijan Majo –
Prosperin, Erik –
Prospero –
prosti planet –
Proteus –
Protić, Milorad B. –
Protizemlja –
protogalaksija –
protoplanet –
protoplanetarni disk – 
protoplanetni disk – 
protozvezda –
protuberanca –
prvi krajec –
prvi vertikal –
prvobitna črna luknja – 
PSR 1257+12 –
PSR 1829-10 –
PSR B1937+21 –
PSR J0100-7211 –
Ptolemej –
Publications of the Astronomical Society of the Pacific –
Puiseux, Pierre Henri –
Puiseux, Victor Alexandre –
Puk –
pulzar –
pulzarjev planet –
Puščica –

## Q
Q0957+561 – 

## R
R Andromede –
R Gredlja –
R Južne krone –
R Kasiopeje –
R Kentavra –
R Leva –
R Malega leva –
R Mreže –
R Oltarja –
R Severne krone –
R Ščita –
R Ure –
R Vodnarja –
R Vodne kače –
R Zajca –
R136 –
R136a1 –
radar –
radialna hitrost –
radijska astronomija –
radijska galaksija –
radijski daljnogled –
Radijski observatorij Hat Creek –
radijski valovi –
radioastronomija –
radiogalaksija –
Rajska ptica –
Rak –
Rakov povratnik –
Rakova meglica – 
Rakovica – 
Ranzinger, Pavla –
Raper, Matthew –
Ras Algeti –
Ras Alhague –
Ras al Mutalat –
Ras el esad –
Rastaban –
ravna črta –
ravnina –
ravnina tira –
razdalja –
razpad tira –
razpršeni disk –
razsežnost –
razsuta kopica – 
razsuta zvezdna kopica – 
razvoj zvezd –
razvrstitev galaksij –
razvrščanje meteoritov –
rdeča orjakinja –
rdeča nadorjakinja –
rdeča pritlikavka –
rdeča velikanka – 
rdeči premik –
Rdeči pajek – 
Rea –
Rees, Martin John –
reflektor –
refleksijska meglica –
refraktor –
Regiomontan –
Regor –
Regul –
Reinmuth, Karl Wilhelm –
rektascenzija –
relativnost –
rentgenska astronomija –
rentgensko dvozvezdje –
resonančno čezneptunsko telo –
retrogradno gibanje – 
Revati –
Ribi –
Riccioli, Giovanni Battista –
Richer, Jean –
Riemann, Bernhard –
Riemannova ploskev –
Riet Woolley, Richard van der –
Rigaud, Stephen Peter –
Rigaux, Fernand –
Rigel –
Rigil Kent –
Rimska cesta –
Ris –
rjava pritlikavka –
Ro Rib –
Roche, Edouard Albert –
Rocheeva limita – 
Rocheeva meja – 
Rocheev oval –
Ročka –
Rømer, Ole Christensen –
Ross, Frank Elmore –
Ross 128 –
Ross 154 –
Ross 248 –
Rosse, William Parsons –
Rotanev –
Rozalinda –
Rozeta –
Rubin, Vera Cooper –
Rubin-Fordov pojav –
Rukbat –
Rukh –
rumena pritlikavka –
Russell, Henry Norris –
Ryden, Barbara Sue –
Ryle, Martin –

## S
S/2000 J 11 –
S/2003 J 2 –
S/2003 J 3 –
S/2003 J 4 –
S/2003 J 5 –
S/2003 J 9 –
S/2003 J 10 –
S/2003 J 12 –
S/2003 J 14 –
S/2003 J 15 –
S/2003 J 17 –
S/2003 J 18 –
S/2003 J 19 –
S/2003 J 23 –
S/2004 S 3 –
S/2004 S 4 –
S/2006 S 5 –
S/2004 S 6 –
S/2004 S 7 –
S/2004 S 8 –
S/2004 S 9 –
S/2004 S 10 –
S/2004 S 11 –
S/2004 S 12 –
S/2004 S 13 –
S/2004 S 14 –
S/2004 S 15 –
S/2004 S 16 –
S/2004 S 17 –
S/2004 S 18 –
S/2004 S 19 –
S/2006 S 1 –
S/2006 S 2 –
S/2006 S 3 –
S/2006 S 4 –
S/2006 S 6 –
S/2006 S 7 –
S/2006 S 8 –
S2 –
Sabine, Edward –
Sachs, Rainer Kurt –
Sachs-Wolfejev pojav –
Sadakbija –
Sadalbari –
Sadalmelik –
Sadalsud –
Sadaltadžir –
Sagan, Carl –
Saif –
Sak –
Salm –
Salpeter, Edwin Ernest –
Sampson, Ralph Allen –
Sandage, Allan Rex –
saros –
sarosov cikel – 
saroški cikel – 
satelit –
Saturn –
Saturn (meglica) –
Saturn (revija) –
Saturnovi naravni sateliti –
Saturnovi obroči –
Schaumasse, Alexandre –
Scheiner, Christoph –
Schenberg, Mário –
Scherk, Heinrich Ferdinand –
Schmidt, Maarten –
Schmidtov daljnogled –
Schmidtova kamera – 
Schommer, Robert Andrew –
Schwarzschild, Karl –
Schwarzschildov polmer – 
Seat –
Seaton, Michael John –
Sedna –
Séguier, Jean-François –
sekstant –
Sekstant –
sekunda –
Setebos –
sevanje gama –
sevanje kozmičnega ozadja – 
severišče –
Severna Amerika –
Severna krona –
severna zvezda –
severni ekliptiški pol – 
Severni križ –
severni nebesni tečaj –
Severnica –
Seyfertova galaksija –
seznam ameriških astronomov –
seznam angleških astronomov –
seznam arabskih astronomov –
seznam argentinskih astronomov –
seznam asteroidov –
seznam astrofizikov –
seznam astronomov –
seznam astronomskih revij –
seznam astronomskih teles –
seznam astronomskih vsebin –
seznam avstralskih astronomov –
seznam avstrijskih astronomov –
seznam belgijskih astronomov –
seznam blazarjev –
seznam bolgarskih astronomov –
seznam čeških astronomov –
seznam čezneptunskih teles –
seznam črnih lukenj –
seznam danskih astronomov –
seznam estonskih astronomov –
seznam finskih astronomov –
seznam galaksij –
seznam grških astronomov –
seznam hrvaških astronomov –
seznam iranskih astronomov –
seznam irskih astronomov –
seznam italijanskih astronomov –
seznam izbruhov žarkov gama –
seznam kanadskih astronomov –
seznam kitajskih astronomov –
seznam kod observatorijev –
seznam kometov –
seznam kozmologov –
seznam kroglastih zvezdnih kopic –
seznam kvazarjev –
seznam madžarskih astronomov –
seznam Messierovih objektov –
seznam najbližjih galaksij –
seznam najbližjih zvezd –
seznam najsvetlejših zvezd –
seznam naravnih satelitov –
seznam nemških astronomov –
seznam neperiodičnih kometov –
seznam nizozemskih astronomov –
seznam norveških astronomov –
seznam novozelandskih astronomov –
seznam observatorijev –
seznam ozvezdij –
seznam ozvezdij po površini –
seznam periodičnih kometov –
seznam planetarnih meglic –
seznam planetov –
seznam poljskih astronomov –
seznam polpravilnih spremenljivk –
seznam portugalskih astronomov –
seznam pulzarjev –
seznam slovaških astronomov –
seznam slovenskih astronomov –
seznam sosednjih galaksij – 
seznam srbskih astronomov –
seznam supernov –
seznam škotskih astronomov –
seznam španskih astronomov –
seznam švedskih astronomov –
seznam švicarskih astronomov –
seznam teles v Lagrangeevih točkah –
seznam teles v Osončju po masi –
seznam turških astronomov –
seznam ukrajinskih astronomov –
seznam zvezd –
seznam zvezd po ozvezdjih –
seznam zvezd s planetnimi sistemi –
seznam zvezd spremenljivk –
seznam zvezd v Andromedi –
sferna astronomija –
Shapiro, Irwin Ira –
Shapirova zakasnitev –
Shapley, Harlow –
Sheppard, Scott Sander –
Shuckburgh-Evelyn, George –
Siarnak –
siderični dan – 
siderični mesec – 
siderično leto – 
siderska perioda –
siderski čas –
siderski dan – 
siderski mesec – 
siderski obhodni čas –
siderski vrtilni čas –
sidersko leto –
Siding Spring Survey –
Sigma Vodnarja –
Sikoraks –
Sima –
Simiram –
sinhrono vrtenje – 
sinodni mesec – 
sinodska perioda –
sinodski mesec – 
sinodski obhodni čas –
sinodski vrtilni čas –
Sinopa –
Sirij –
Sirovica, Drago –
sistem treh teles –
Sitter, Willem de –
Situla –
sizigija –
Skadi –
skrajno strnjena galaksija –
skupina galaksij –
Skupina galaksij Maffei 1 –
skupine in jate galaksij –
Skvarč, Jure –
Sky & Telescope –
Slikar –
Slipher, Vesto Melvin –
Sloanov veliki zid – 
Sloanova velika stena – 
Smithsonov astrofizikalni observatorij –
SN 1006 –
SN 1054 –
SN 1181 –
SN 1572 –
SN 1604 –
SN 1901B –
SN 1914A –
SN 1959E –
SN 1979C –
SN 1986G –
SN 1987A –
SN 1994D –
SN 2004dj –
SN 2005B –
SN 2005bc –
SN 2005cs –
SN 2005df –
SN 2006aj – 
SN 2006at –
SN 2006F –
SN 2006X –
Snell van Royen, Willebrord –
Śniadecki, Jan –
sočasni tir –
sočasno vrtenje – 
solarna konstanta –
solsticij – 
Sonce –
Sončev analogon – 
Sončev azimutni kot –
Sončev cikel –
Sončev čas –
Sončev dan –
Sončev delni mrk –
Sončev dvojček – 
Sončev izsev – 
Sončev koledar –
Sončev kolobarjasti mrk –
Sončev mrk –
Sončev mrk 30. maja 1965 –
Sončev mrk 11. avgusta 1999 –
Sončev mrk 21. avgusta 2017 –
Sončev mrk 2. julija 2019 –
Sončev mrk 21. junija 2020 –
Sončev mrk 14. decembra 2020 –
Sončev mrk 17. februarja 2026 –
Sončev mrk 2. avgusta 2027 –
Sončev mrk 30. marca 2052 –
Sončev mrk 3. septembra 2081 –
Sončevi mrki na Marsu –
Sončev nadglaviščni kot –
Sončev obrat – 
Sončeve tabele (Newcomb) –
Sončev poletni obrat – 
Sončev polmer –
Sončev popolni mrk –
Sončev sistem – 
Sončev spekter –
Sončev veter –
Sončev zimski obrat – 
Sončeva atmosfera –
Sončeva dejavnost – 
Sončeva masa –
Sončeva obsevanost –
Sončeva pega –
Sončeva ploskev –
Sončeva pot –
Sončeva sprememba – 
Sončevo leto –
Sončevo podnebje –
Sončevo sevanje –
sončna meglica –
sončna ura –
sončni veter –
Sončnica –
Sosigen –
sosonce –
soudeležujoče antropično načelo –
Spacewatch –
spekter –
spekter elektromagnetnega valovanja –
spekter svetlobe – 
spektralna črta –
spektralni razred –
spektralna razvrstitev asteroidov –
spektralna razvrstitev zvezd –
spektropolarimeter –
spektroskopija –
spektroskopsko dvozvezdje –
Spencer Jones, Harold –
Spika –
Spika (revija) –
spukila –
spiralna galaksija –
spiralna galaksija s prečko –
spiralni krak –
sploščenost tira – 
splošna astronomija –
splošna precesija – 
splošna teorija relativnosti –
splošni gravitacijski zakon –
Splošni katalog meglic in zvezdnih kopic – 
Splošni katalog spremenljivk – 
spodnja konjunkcija –
spodnja kulminacija –
spodnji in zgornji planeti –
Sponda –
Sporos –
spremenljiva meglica –
spremenljiva zvezda – 
spremenljivka (zvezda) –
spremenljivka tipa Mire –
spremenljivka tipa RR Lire –
spustni vozel –
Središče za male planete –
srednja anomalija –
srednje težka črna luknja –
srednji Sončev dan – 
standardni čas – 
standardni svetilnik –
standardni težnostni parameter –
Standish, Erland Myles –
starost Vesolja –
Stebbins, Joel –
Stefan, Jožef –
Stephan, Édouard Jean-Marie –
Stephanov kvintet –
Stephano –
Stjerneborg –
Stöffler, Johannes –
Stoll, Clifford –
Stone, Edward James –
stratosfera –
Strelčev krak –
Strelec –
Strelec A –
Strelec A* –
Strelec A Vzhod –
Strelec A Zahod –
strnjena galaksija –
strnjena zvezda –
Strömgren, Bengt –
Struve, Friedrich Georg Wilhelm von –
Struve, Ljudvig Ottovič –
Struve, Otto –
Struve, Otto Vasiljevič –
Sualocin –
Sudin –
Sundman, Karl Frithof –
superjata – 
supermasivna črna luknja –
supernova –
supernova tipa Ia –
superzemlja –
Sušnik, Ivan –
Sutungr –
svetilnost –
svetla meglica –
svetla orjakinja –
svetleča modra spremenljivka –
svetloba –
svetlobna krivulja –
svetlobni žarek –
svetlobno leto –
svetlobno onesnaženje –
svetlobno onesnaževanje – 
svetovni čas –
Swift, Edward Doane –
Swift, Lewis A. –
Swings, Pol –
Sycorax –
Szentmartony, Ignacije –

## Š
Šajn, Grigorij Abramovič –
Šajn, Pelageja Fjodorovna –
Šam –
Ibn aš-Šatir –
Šeratan –
ščip –
Ščit –
Šeat –
Šedir –
Šestilo –
šibko antropično načelo –
Šindel, Jan –
širinski krog – 
širjenje Vesolja –
Šklovski, Josip Samujilovič –
Škorpijon –
Šternberg, Pavel Karlovič –

## T
T Bika –
Tabit –
Tabit ibn Kora –
Tabbyjina zvezda – 
tahion –
Tajgeta –
Talasa –
Tales –
Tammann, Gustav Andreas –
Tanaka, Jasuo –
Tančica –
Tannstetter, Georg –
Tarantela –
Tarvos –
Tau Kita –
Tauridi –
Tavastšerna, Kiril Nikolajevič –
Taylor, Joseph Hooton mlajši –
Tebe –
teden –
Teegardnova zvezda –
Tehtnica –
teleskop –
Telest –
Telksinoja –
telo –
telo razpršenega diska –
Temida –
temna energija –
temna meglica –
temna snov –
Tempel, Ernst Wilhelm Leberecht –
Tengström, Erik –
tenzor –
tenzorska algebra –
tenzorski račun –
Teodozij –
Teon I. –
Teon II. –
teoretična astrofizika –
teoretična astronomija –
teorija lažnega mirujočega stanja –
teorija mirujočega stanja –
teorija motenj –
teorija prapoka – 
teorija velikanskega trčenja –
teorija superstrun –
teserakt –
Tetis –
tetraeder –
težiščni dinamični čas – 
težni pospešek –
težnost –
težnostna masa –
težnostna potencialna energija –
težnostni pospešek –
težnostni potencial –
The Astronomical Journal –
The Astrophysical Journal –
Theta Rib –
Thorne, Kip Stephen –
Tichá, Jana –
Tichý, Miloš –
Tihomorsko astronomsko društvo –
Tihonov, Gavril Adrijanovič –
Timoharis –
Tiona –
tir –
tir planeta –
tir ujetja –
tirna doba – 
tirna hitrost –
tirna precesija – 
tirnica – 
Tisserand, François Félix –
Tisserandov kriterij –
Tisserandov parameter –
Titan –
Titanija –
Titius, Johann Daniel –
Titius-Bodejev zakon –
točka –
točka gama – 
točkasto telo –
togo telo –
Tombaugh, Clyde William –
Tomec, Ivan –
Toomer, Gerald James –
Torkular – 
torkvet –
transneptunovo telo – 
transneptunsko telo – 
triangulacija –
Trikotnik –
Trikotnik –
trikveter –
Trimr –
Triton –
Trinculo –
Trojanec –
trojanska točka –
Trojanska luna – 
Trojanski asteroid –
Trojanski satelit – 
troposfera –
tropska perioda –
tropski mesec –
tropsko leto –
Troughton, Edward –
Trouvelot, Étienne Léopold –
trozvezdje –
Trumpler, Robert Julius –
Tuban –
Tukan –
Tunguska –
Turinški deželni observatorij Tautenburg –
Turner, Grenville –
Turner, Herbert Hall –
Nasir at-Tusi –
at-Tusijev par –
tutulema – 
Tychova zvezda – 
tzolkin –

## U
U Dvojčkov –
ubežna hitrost –
ubežni tir –
UGC 4305 –
ukrivljeni prostor-čas –
Ulloa, Antonio de –
Ulug Beg –
ultravijolična svetloba –
Umbriel –
umetni satelit –
univerzalni čas – 
univerzalni koordinirani čas –
Unruh, William George –
Unuk –
Unsöld, Albrecht Otto Johannes –
Uppsalski splošni katalog – 
ura –
Ura –
ura na nihalo –
Uran –
Uraniborg –
Uranometria –
Uranovi naravni sateliti –
Uranovi obroči –
uranograf –
uranski planet –
Urata, Takeši –
Ureman, Ivan –
utrinek –
utripajoča spremenljivka –

## V
V841 Kačenosca –
Väisälä, Yrjö –
vakuum –
Valtaoja, Esko –
Van Biesbroeck, George –
van den Berg, Sidney –
van Houten, Cornelis Johannes –
van Houten-Groeneveld, Ingrid –
Vaucouleurs, Antoinette de –
Vaucouleurs, Gérard Henri de –
Večernica –
Vega (zvezda) –
velika polos –
Velika rdeča pega –
Velika stena –
Velika zajeda –
Veliki Atraktor – 
Veliki komet –
Veliki komet iz leta 1744 –
Veliki komet iz leta 1760 –
Veliki komet iz leta 1769 –
Veliki komet iz leta 1771 –
Veliki komet iz leta 1783 –
Veliki komet iz leta 1807 –
Veliki komet iz leta 1819 –
Veliki komet iz leta 1823 –
Veliki komet iz leta 1830 –
Veliki komet iz leta 1831 –
veliki krog – 
Veliki Magellanov oblak –
Veliki medved –
Veliki pes –
Veliki Privlačevalec – 
veliki pok – 
Venera –
Vernalis –
Vesolje –
vesoljska fizika –
vesoljska sonda –
Vico, Francesco de –
Vičar, Zorko –
vidna svetloba –
vidno dvozvezdje –
Vijačnica –
Vince, Samuel –
vir rentgenskih žarkov –
višina severnega nebesnega pola –
višina Sonca –
višinska točka –
Vitez Sredniški, Ivan –
vlakno – 
vmesna spiralna galaksija  –
voda –
vodik –
Vodna kača –
Vodnar –
Vogel, Hermann Carl –
Voigt, Johann Henrich –
Volar –
Volk –
Voroncov-Veljaminov, Boris Aleksandrovič –
vozel –
vozelna črta –
vozelna precesija –
vozelni mesec – 
Voznik –
Vreča oglja –
vroči Jupiter –
vrteča spremenljivka –
vrteče telo –
vrtilna doba –
Vrtinec –
vrzel – 
Vujnović, Vladis –
Vulkan –
Vulkanoid –
Vulkanski asteroid –
vzhajalka –
vzhodišče –
vzid –
VZ Ovna -
vzvratno gibanje – 

## W
Wachmann, Arthur Arno –
Wallenquist, Åke –
Ward, Seth –
Wargentin, Pehr Wilhelm –
Washingtonski katalog dvojnih zvezd –
Watson, James Craig –
Watt, Chester Burleigh –
Webb, Thomas William –
Wendelin, Godefroy –
Wegener, Alfred Lothar –
Weiss, Nigel Oscar –
West, Richard Martin –
Whipple, Fred Lawrence –
White, Simon David Manton –
Whitford, Albert Edward –
Whiting, Sarah Frances –
Wild, John Paul –
Wild, Paul –
Wiseman, Jennifer –
Wilkinson, David Todd –
Williams, Arthur Stanley –
Wilson, Albert George –
Wilson, Olin Chaddock –
WIMP –
Winlock, Joseph –
Winnecke, Friedrich August Theodor –
Winnecke 4 – 
Winthrop, John –
Wirtanen, Carl Alvar –
Wirtz, Carl Wilhelm –
Witt, Carl Gustav –
Wittich, Paul –
WMAP –
Wolf, Charles Joseph Étienne –
Wolf, Max Franz Joseph Cornelius –
Wolf, Rudolf Johann –
Wolf 359 –
Wolf-Rayetova zvezda –
Wolfendale, Arnold –
Wolszczan, Aleksander –
Wren, Christopher –
Wright, Thomas –
Wright, William Hammond –
Wrottesley, John –
Wrus, Rudolf –
Wurzelbauer, Johann Philipp von –

## Y
Yerkesov observatorij – 
Yeung, William Kwong Yu –
Young, Charles Augustus –

## Z
Zabih – 
Zach, Franz Xaver von –
začasno označevanje nebesnih teles –
začetni meridian –
začetni poldnevnik –
začetni vertikal –
zadnji krajec –
Zafira – 
Zagar, Francesco –
zahodišče –
Zajec –
Zanstra, Herman –
al-Zarkali –
zbiralna leča –
zemeljska atmosfera – 
zemeljski čas –
zemeljski magnetizem –
zemeljski planet –
zemeljsko magnetno polje –
Zemlja –
zemljepisna dolžina –
zemljepisna širina –
Zemljin radiacijski pas –
Zemljin tir –
Zemljina masa –
zenit –
zenitna plima –
zenitna razdalja –
zgornja konjunkcija –
zgornja kulminacija –
zgradba Vesolja –
zima –
zimski obrat – 
zimski Sončev obrat – 
zlata medalja Kraljeve astronomske družbe –
Zlata riba –
Zmaj –
zodiak –
zodiakalno ozvezdje –
Zöllner, Johann Karl Friedrich –
Zorec, Janez –
Zosma –
Zračna črpalka –
zrcalni daljnogled –
Zuben el Genub –
zunajgalaktična astronomija –
zunajgalaktični kozmični žarki –
zunajosončni planet –
zunajzemeljsko življenje –
zunanji planet –
Zuzorić, Ivan Luka –
zvezda –
zvezda Be –
zvezda glavne veje – 
zvezda glavnega niza – 
zvezda iz glavnega niza – 
zvezda Krzemińskega –
zvezda orjakinja –
zvezda podorjakinja – 
zvezda pritlikavka –
zvezda razreda A –
zvezda razreda B –
zvezda razreda F –
zvezda razreda G –
zvezda razreda K –
zvezda razreda L –
zvezda razreda M –
zvezda razreda O –
zvezda razreda T –
zvezda z glavne veje – 
zvezdna aberacija – 
zvezdna asociacija –
zvezdna atmosfera – 
zvezdna črna luknja –
zvezdna dinamika –
zvezdna gruča –
zvezdna karta –
zvezdna kopica –
zvezdna nadkopica –
zvezdna paralaksa –
zvezdna populacija –
zvezdna ura –
zvezdni čas – 
zvezdni dan –
zvezdni katalog –
zvezdni mesec –
zvezdni sestav –
zvezdno leto – 
Zwicky, Fritz –
Zwitter, Tomaž –
Żytkow, Anna Nikola –

## Ž
žarek gama –
železni meteorit –
Žerjav –
Žirafa –
živalski krog –
Žo –
Žrebiček –